# Hammurabi
Vous lisez un « article de qualité » labellisé en 2023.
Pour l’article homonyme, voir Hamurabi.
Hammurabi (prononcé en français : [ˌxæmʊˈrɑːbi] ; en akkadien : Ḫammu-rabi), aussi appelé Hammourabi ou Hammurapi, est le sixième roi amorrite de Babylone, membre de la première dynastie babylonienne, régnant de c. 1792 av. J.-C. à c. 1750 av. J.-C.. Il succède à son père, Sin-muballit.
Grâce à de nombreuses campagnes militaires, il fait de Babylone, jusqu'alors un royaume d'importance secondaire, la puissance majeure de la Mésopotamie. Après la conquête du royaume de Larsa en 1763 av. J.-C., il parvient à réunir les pays de Sumer et d'Akkad, donc la partie méridionale de la région. Puis il étend son emprise vers le nord, dominant notamment Mari, Eshnunna et Assur. C'est à partir de son règne que Babylone accède au statut de royaume de premier rang dans l'échiquier politique du Moyen-Orient, et que sont posées les conditions qui en font une des principales cités de l'histoire antique.
Le règne de Hammurabi est l'un des plus longs de l'antiquité du Proche-Orient et l'un des plus prestigieux par l'ampleur de son œuvre politique et législative. Il est particulièrement connu pour avoir écrit le Code de Hammurabi, l'un des textes de lois les plus anciens jamais retrouvés. C'est aussi l'un des règnes mésopotamiens les mieux documentés par des textes, en particulier grâce à la documentation épistolaire mise au jour dans deux des cités qu'il a soumises, Larsa et Mari, qui permet de connaître différentes facettes de son exercice du pouvoir dans la seconde moitié de son règne.
Son fils Samsu-iluna lui succède, sans parvenir à maintenir l'empire qu'il a constitué.

## Étymologie
Le sens du nom Hammurabi est discuté,. La traduction la plus courante est en amorrite ou en akkadien, l'« aïeul est grand », Ḫammu-rabi, décomposé en ḫammu(m) ou ʿammu « aïeul » et rabi, « grand », « être grand ». Une lecture alternative, en amorrite, traduit le nom par l'« aïeul guérit », ʿAmmu-rāpiʾ. M. Streck traduit de son côté ʿammu par « oncle paternel », ce qu'il interprète comme une référence à une divinité protectrice.
Ce nom est porté par des rois contemporains de Hammurabi, le plus important étant Hammurabi Ier du Yamhad (Alep), et par d'autres rois amorrites de Syrie ayant régné par la suite. En effet, il est courant chez les Amorrites qu'un homme ayant le rang de chef porte un nom qui fait référence à ses ancêtres, car le rattachement à une lignée et la continuité dynastique sont essentiels pour sa légitimité.

## Sources
Les sources documentant le règne de Hammurabi sont essentiellement écrites. Ces textes ont été mis au jour sur des sites archéologiques de l'Irak et de la Syrie actuels. Une partie provient de fouilles régulières (notamment les tablettes de Mari), beaucoup sont issus de fouilles clandestines, ce qui prive les historiens d'indications précises sur leur contexte de découverte. C'est notamment le cas des tablettes de Larsa (et aussi de la statuette de l'adorant de Larsa), provenant des pillages du site qui ont eu lieu au début des années 1930 et dispersées entre plusieurs institutions au gré des achats sur le marché des antiquités, ce qui a complexifié leur analyse (en particulier parce qu'elles ont été publiées de manière dispersée).
Il s'agit de textes cunéiformes rédigés sur des tablettes d'argile et aussi sur des supports en pierre dans deux langues différentes : en babylonien, dialecte de l'akkadien appartenant à la famille des langues sémitiques qui constitue le parler vernaculaire de l'époque ; et en sumérien, langue sans parenté connue, parlée en Babylonie jusqu'à la fin du IIIe millénaire av. J.-C. et qui conserve à l'époque de Hammurabi un certain prestige dans le milieu lettré et savant (comme le latin dans l'Europe médiévale et moderne). Les règnes de Hammurabi et de ses successeurs voient néanmoins le babylonien supplanter progressivement le sumérien en acquérant un statut de langue savante.
Les inscriptions cunéiformes de la période de Hammurabi peuvent être divisées en trois catégories : inscriptions commémoratives, textes d'archives et textes scolaires. Les deux premières en particulier nous renseignent sur le règne de Hammurabi.
Les textes commémoratifs sont émis par le pouvoir royal, et reflètent donc la vision officielle des événements. Il s'agit d'abord d'inscriptions royales, souvent des textes relativement courts célébrant la personne du roi. Hammurabi est le premier roi de la première dynastie de Babylone pour lequel ce type de texte, pourtant courant dans l'ancienne Mésopotamie, nous est parvenu, et encore elles semblent toutes dater de la période postérieure à la conquête de Larsa (après 1763), soit le dernier tiers de son règne. Ses inscriptions commémorent surtout des constructions ou des restaurations de sanctuaires : ce sont des inscriptions dites de « fondation », enfouies sous le monument qui a fait l'objet de travaux. Cela leur permettrait notamment d'être retrouvées par des rois postérieurs entreprenant à leur tour de restaurer l'édifice, qui redécouvriraient ainsi les accomplissements de Hammurabi,. Néanmoins, la plus connue des inscriptions est le Code de Hammurabi, qui se présente comme une longue inscription célébrant Hammurabi en tant que roi juste, garant de l'équité dans son royaume, incluant des dispositions juridiques. Un autre type d'inscription commémorative est constitué par les noms d'années du souverain, qui célèbrent également les faits mémorables de son règne, qu'il s'agisse d'actes pieux ou de victoires militaires, et qui sont essentiels pour reconstituer la chronologie relative du règne de Hammurabi (voir plus bas),,. Enfin, quelques hymnes en sumérien et en akkadien concernent Hammurabi,.
Les documents d'archives se présentent sous la forme de tablettes cunéiformes rédigées dans un registre moins littéraire que les précédents, donc plus proche de la langue parlée. De nombreux textes économiques et juridiques sont datés du règne de Hammurabi : il s'agit de sources très riches pour reconstituer la vie sociale et économique de la période, qui peuvent également servir pour l'histoire politique. Ils sont bien plus nombreux que pour ses prédécesseurs en raison de l'expansion du royaume, mais ils sont moins mobilisés pour reconstituer le déroulement de son règne. En particulier, aucune archive de la cour royale babylonienne n'a été mise au jour pour cette période. Bien plus riches en information sont les lettres datées du règne de Hammurabi, qui concernent directement ses activités. Deux corpus offrent une documentation de grande importance. Chronologiquement, le premier est celui issu des archives du palais royal de Mari (actuel site de Tell Hariri, en Syrie orientale). Il s'agit d'une ville conquise puis détruite par les troupes de Hammurabi. Entre ces deux moments, l'administration babylonienne procède au regroupement et au tri des archives officielles des vaincus, dont elle récupère une partie (notamment l'essentiel de la correspondance récente entre Mari et les grands royaumes de l'époque, à commencer par Babylone) et laisse ce qui ne l'intéressait pas. Elle détruit ensuite l'édifice par le feu, ce qui fige les tablettes et rend possible leur exploitation par les assyriologues après leur redécouverte par les archéologues qui ont fouillé le palais. Parmi cette documentation, un ensemble de lettres faisant partie de la correspondance officielle du roi de Mari Zimri-Lim (1775-1761 av. J.-C.), vaincu par Hammurabi après avoir été son allié, documente ses relations avec Babylone. Très peu de lettres de la correspondance entre les deux sont restées sur place, mais la documentation comprend aussi des missives envoyées directement depuis le palais de Hammurabi par des émissaires de Mari, qui se sont notamment gagné des informateurs à la cour babylonienne et disposent donc d'informations très précises. Ces sources permettent d'avoir une très bonne connaissance des années précédant la destruction de Mari, en particulier de 1764 et 1763, soit le début des conquêtes militaires majeures de Hammurabi,. L'autre corpus de lettres provient d'une autre ville conquise par Hammurabi, Larsa (actuel site de Tell Senkereh, dans le sud de l'Irak), qui n'a pas été détruite mais annexée en 1764 et placée sous administration babylonienne avant d'être désertée après 1739, sous le règne du successeur de Hammurabi. Des tablettes de l'administration ont alors été laissées sur place, dont des lettres qui sont datées de la période postérieure à l'annexion et sont directement adressées par Hammurabi. Le fait qu'elles soient issues de fouilles illégales empêche de connaître leur contexte archéologique de découverte. Leurs destinataires sont divers fonctionnaires, principalement Sin-iddinam et Shamash-hazir. En tout, un peu plus de 200 lettres ont pour auteur Hammurabi, ce qui en fait le roi mésopotamien avec le plus grand nombre de lettres expédiées connu,,.

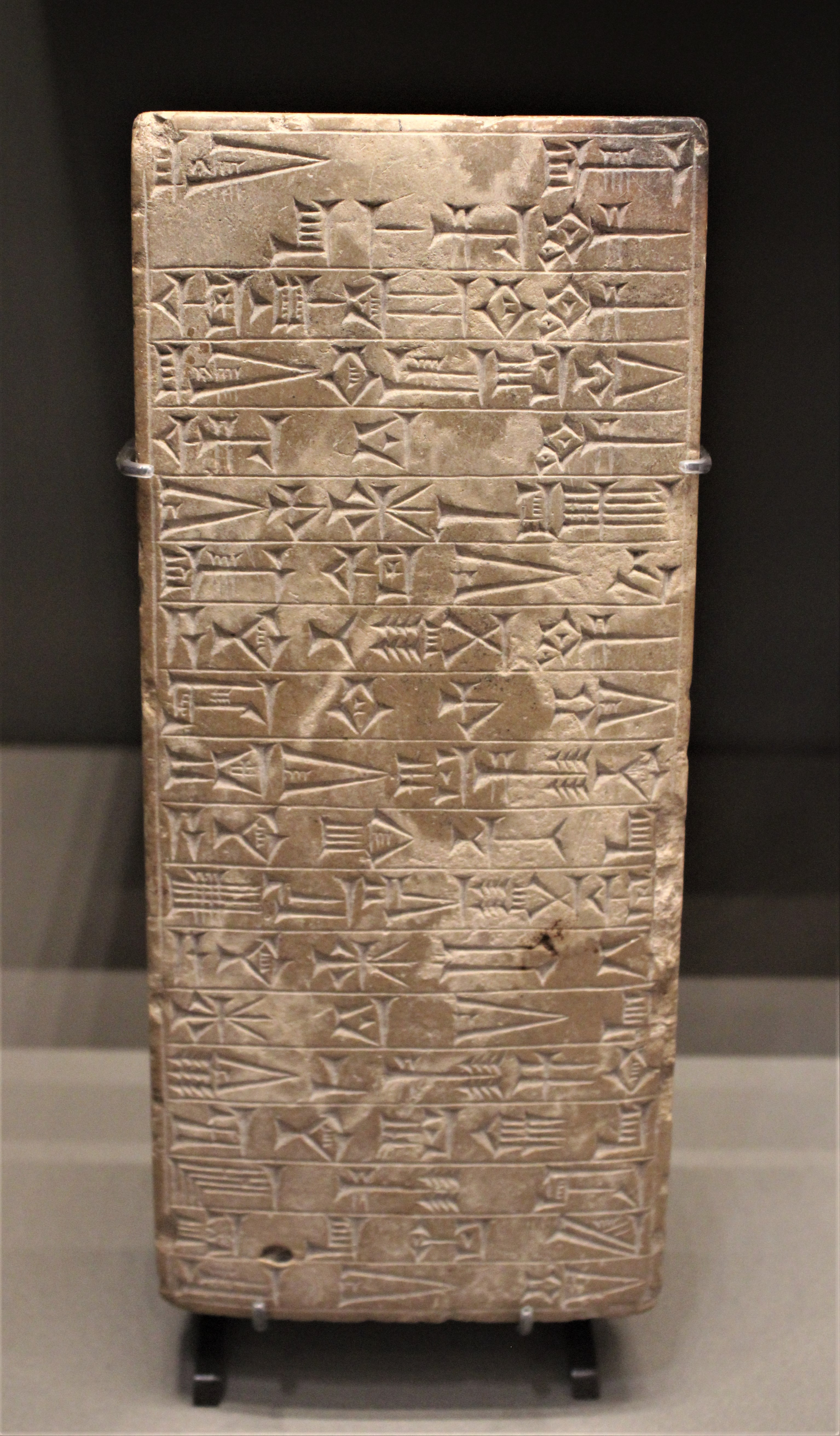
Tablette en calcaire comportant une inscription de Hammurabi commémorant la restauration de l'Ezida, temple de Borsippa, pour le dieu Marduk[34]. Musée du Louvre.
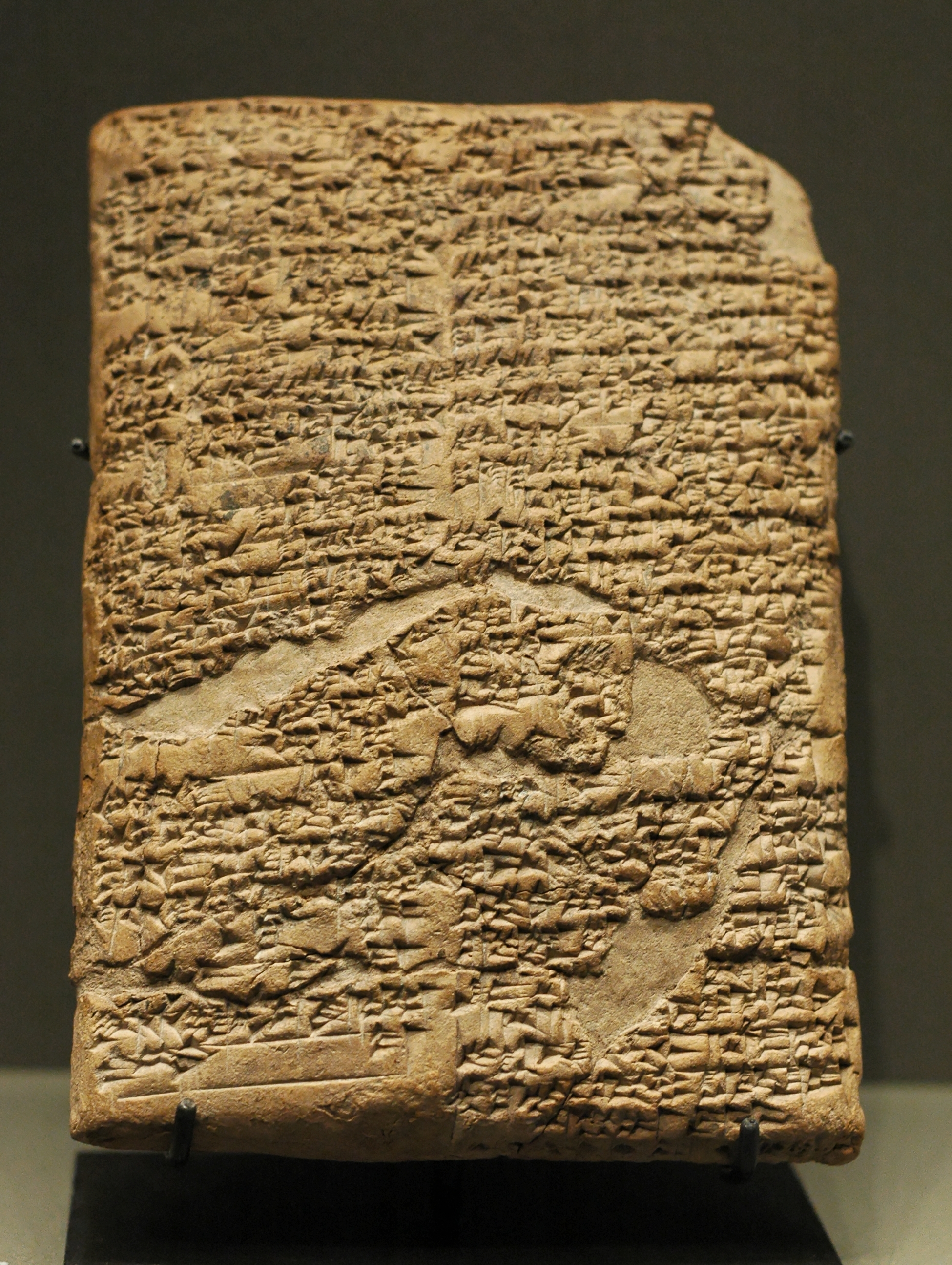
Tablette comprenant le prologue du Code de Hammurabi, première moitié du XVIIIe siècle av. J.-C. (sans doute antérieure à la rédaction de la stèle). Musée du Louvre.
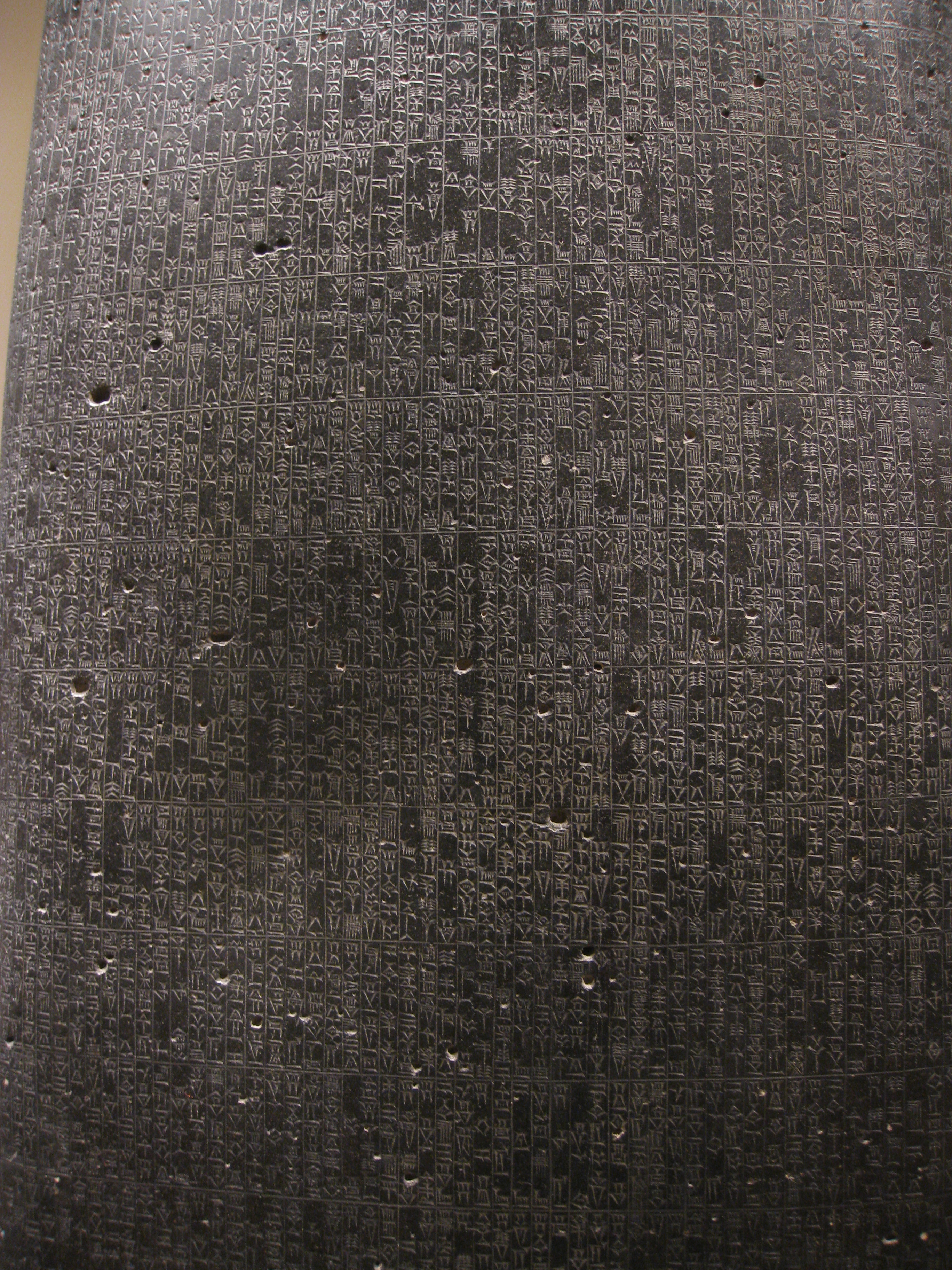
Détail de l'inscription de la stèle du Code de Hammurabi. Musée du Louvre.
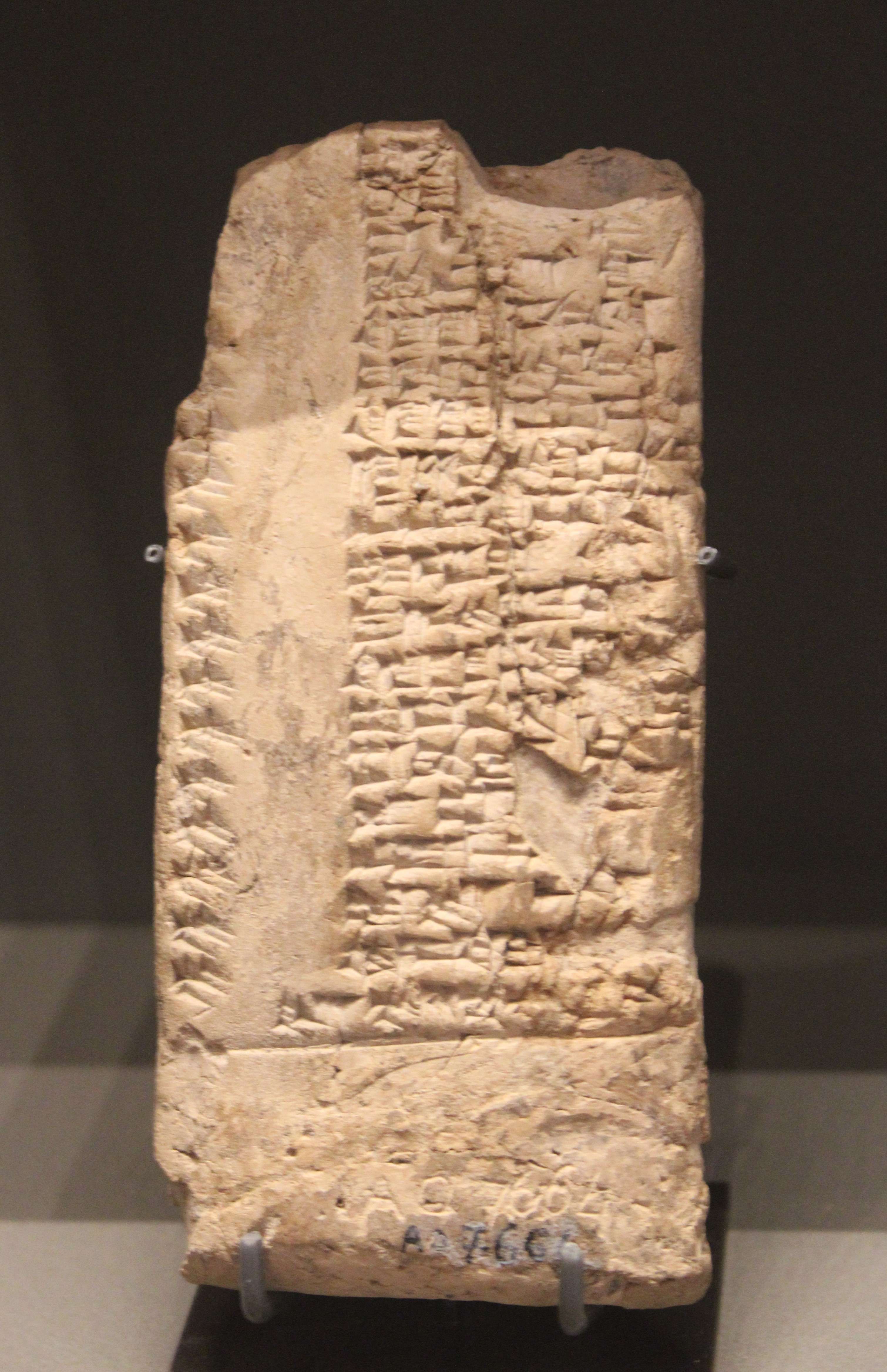
Tablette comprenant la liste des noms d'années de Hammurabi. Musée du Louvre.
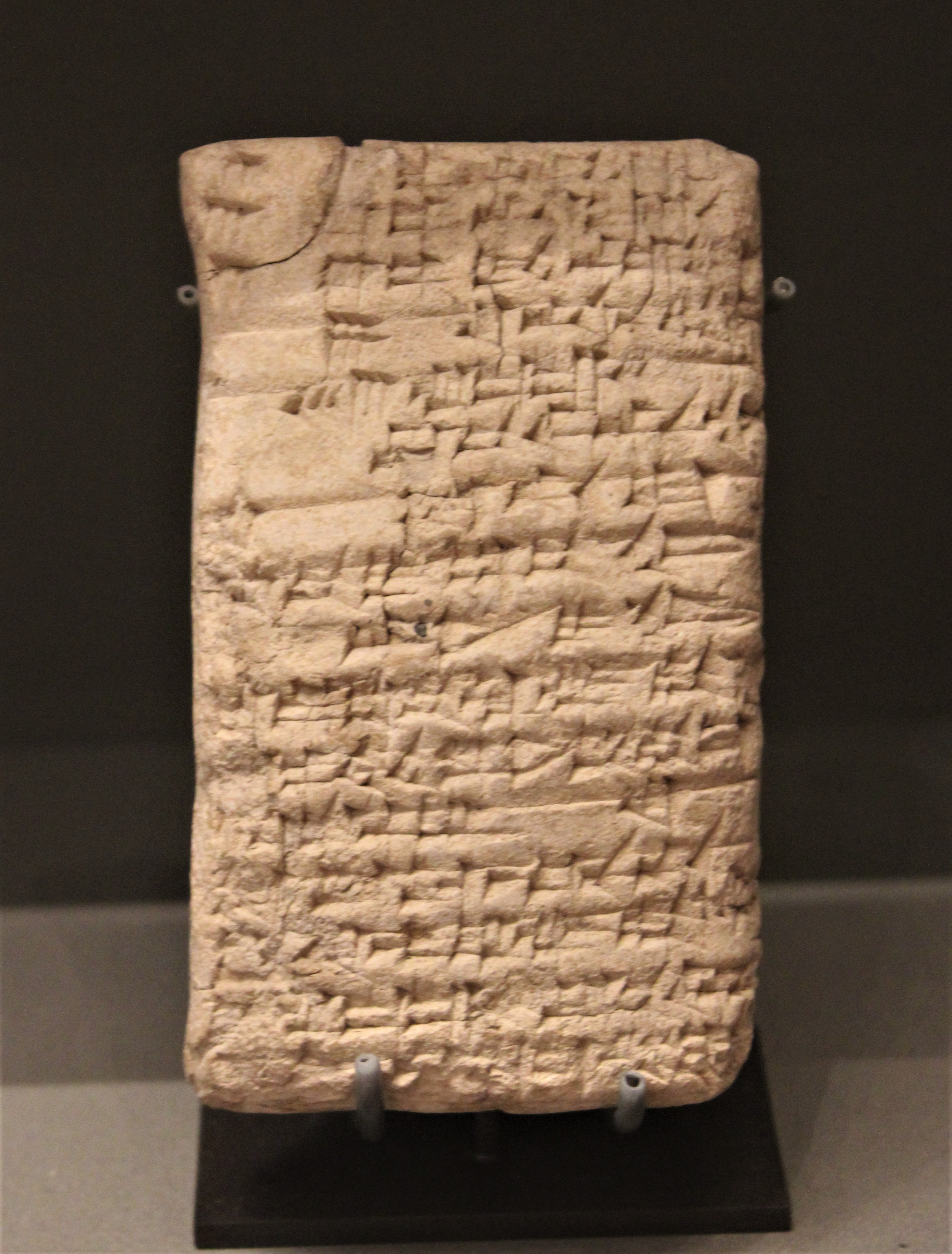
Lettre de Hammurabi à Sîn-iddinam, lui demandant de rassembler des bateliers et de les envoyer à Babylone[35]. Musée du Louvre.

Il en résulte que les sources écrites permettent de connaître relativement bien les événements qui ont lieu durant les années couvertes par les archives de Mari, correspondant à la période allant de la dix-huitième à la trente-deuxième année du règne de Hammurabi (de 1774 à 1761 av. J.-C.), la documentation étant surtout importante pour les années précédant la fin de Mari. Cela revient à dire que la vie politique se déroulant durant le deuxième tiers de son règne est la mieux connue. Pour ce qui provient du royaume babylonien, les trois premières décennies du règne sont très pauvrement documentées, alors que pour les années suivantes la documentation écrite est plus abondante et diversifiée (notamment par les inscriptions royales et les textes de Larsa).
En comparaison, les sources non-écrites sur Hammurabi sont beaucoup moins nombreuses. La sculpture officielle de la période est peu documentée, l'art est surtout connu sous la forme de plaques en terre cuite ou de sceaux-cylindres et empreintes de sceaux-cylindres sur des tablettes. Il y a assez peu de représentations royales datées de son règne, et de la première dynastie de Babylone en général. La seule représentation assurée de Hammurabi est celle figurant sur la stèle de son Code, d'autres étant discutées. Le palais royal de Hammurabi n'a pas été identifié à Babylone, et d'une manière générale les niveaux archéologiques de la première dynastie de Babylone sont très peu connus à Babylone même, car ils sont recouverts par la nappe phréatique et donc hors de portée des fouilles.

## Chronologie
Plusieurs éléments se conjuguent pour rendre la reconstitution de la chronologie du règne de Hammurabi approximative. Les dates figurant dans le reste de l'article sont établies par convention, mais sont manifestement inexactes, la question étant de déterminer dans quelle mesure elles le sont.
Les sources babyloniennes indiquent que Hammurabi a régné durant 43 années. Le système de datation alors employé est celui des noms d'années : chaque année est nommée en fonction d'un événement marquant qui s'est déroulé durant l'année précédente, généralement un acte pieux (travaux dans un temple, offrande d'un trône divin, etc.), une victoire militaire ou le creusement d'un canal. Le nouveau nom d'année est choisi à la fin de chaque année. Par exemple, le nom de la trente-deuxième année de règne de Hammurabi (que les historiens abrègent en « Hammurabi 32 »), 1761 av. J.-C., fait référence à une série de victoires babyloniennes face à des contrées du nord, qui ont donc eu lieu l'année précédente en 1762 :

« Année où Hammurabi, le héros qui proclame les triomphes du dieu Marduk, défit en combat avec son arme puissante l'armée d'Eshnunna, du Shubartum et du Gutium, et rivalisa avec Mankisum et le pays le long des rives du Tigre, jusqu'au Shubartum. »

Les noms d'années du règne de Hammurabi sont tous connus, ce qui permet de reconstituer les principaux événements de son règne et de les situer les uns par rapport aux autres dans l'ordre chronologique.
Dans le calendrier mésopotamien en usage à l'époque, le changement d'année intervient généralement vers l'équinoxe de printemps (mais à celui d'automne dans des cités du Nord mésopotamien), donc dans les équivalents de nos mois de mars ou en avril. De ce fait, l'année « Hammurabi 32 » présentée par convention comme correspondant à 1761 av. J.-C. va en principe de mars-avril 1761 av. J.-C. à mars-avril 1760 av. J.-C.. En pratique, l'usage d'une année de douze mois lunaires (d'une durée de 29 ou 30 jours chacun, ce qui donne ainsi une année de 360 jours maximum) implique souvent l'ajout d'un treizième mois intercalaire pour faire coïncider cette période avec l'année solaire de 365 jours 1/4. Une lettre de Larsa adressée par le roi au gouverneur Sin-iddinam indique que cela s'est produit à une reprise dans la dernière partie du règne de Hammurabi :

« [Dis à Sin-iddinam] : [ainsi] parle Hammurabi.

L'année a un mois intercalaire. Le mois qui vient doit être écrit comme étant le mois elûnum bis. Par conséquent, alors que l'arrivée de la taxe-igisûm avait été prononcée pour le 25e jour du mois tašrîtum à Babylone, elle se produira (désormais) le 25e jour du mois elûnum bis à Babylone. »

L'intercalation du treizième mois se fait de façon irrégulière durant cette période, et pas au même moment dans les différents royaumes : les tentatives de synchronisation des mois de Babylone et de Mari (la seconde étant manifestement plus rigoureuse que la première dans l'ajustement de son année par rapport au cycle solaire) montrent que les mois des deux royaumes sont décalés de six mois au moment de la prise de Larsa, et il semble que Hammurabi ait procédé à un nombre anormalement élevé d'intercalations de mois à partir de la prise de Mari (un par an sur ses années 32 à 35). Pour toutes ces raisons, il est impossible de faire correspondre avec précision les dates données dans les sources de cette période avec celles du système moderne de datation.
Les textes antiques permettent également de synchroniser le règne de Hammurabi avec celui d'autres souverains contemporains bien connus par des sources : son avènement se produit alors que Rim-Sin de Larsa et Samsi-Addu d'Ekallatum et de Haute-Mésopotamie sont au pouvoir, et le règne de Zimri-Lim de Mari se déroule durant celui de Hammurabi. Cela permet d'établir une chronologie relative de son règne, quoique les synchronismes soient souvent approximatifs.
Établir une chronologie absolue, c'est-à-dire donner une datation du règne de Hammurabi dans le système conventionnel de datations en années (avant J.-C.) est une affaire encore plus complexe. Plusieurs systèmes de datation sont proposés, des « chronologies » qui proposent de situer le règne de Hammurabi plus ou moins haut dans le temps, dans une fourchette de près de deux siècles qui va du milieu du XIXe siècle av. J.-C. à celui du XVIIe siècle av. J.-C. La plus couramment employée, parce qu'elle est généralement jugée la plus proche de la réalité, et aussi par habitude, est la chronologie « moyenne », qui se situe au centre de la fourchette, de 1792 à 1750 av. J.-C. (ou, selon une proposition de révision, de 1784 à 1742 av. J.-C.). Pour la chronologie « haute », qui n'a plus beaucoup de défenseurs, le règne se situe environ un demi-siècle plus tôt, tandis que pour la chronologie « ultra-basse », qui est l'alternative la plus défendue depuis la fin des années 1990, le règne de Hammurabi se serait déroulé environ un siècle après la date conventionnellement admise,,,.
| Haute                 | Moyenne               | Basse                 | Ultra-Basse           |
| --------------------- | --------------------- | --------------------- | --------------------- |
| 1848 à 1806 av. J.-C. | 1792 à 1750 av. J.-C. | 1728 à 1686 av. J.-C. | 1696 à 1654 av. J.-C. |

## Règne et conquêtes

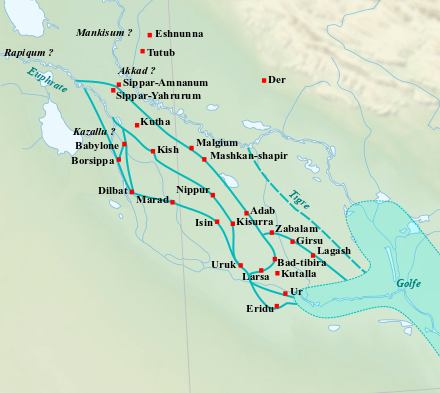
Les principales villes de la Basse Mésopotamie à la période paléo-babylonienne.

Localisation des principaux sites de Mésopotamie et de Syrie datés de la période paléo-babylonienne.

### Contexte
Hammurabi est un roi de la première dynastie de la cité-État de Babylone. Son règne prend place durant la période dite « paléo-babylonienne » (babylonienne ancienne), qui va de 2004 à 1595 av. J.-C. selon la chronologie moyenne. Cette époque est parfois appelée « période amorrite », car les dynasties qui dominent la Mésopotamie et la Syrie sont alors majoritairement d'ethnie amorrite (un peuple venu de l'ouest, parlant à l'origine une langue ouest-sémitique), qui ont notamment imposé leur domination aux populations du Sud mésopotamien (parlant majoritairement l'akkadien, et peut-être encore pour certaines le sumérien). Le règne de Hammurabi se situe à un moment charnière de cette période. Depuis la chute du puissant empire de la troisième dynastie d'Ur (ou Ur III) en 2004, la Mésopotamie est divisée entre plusieurs royaumes. Au sud, les plus puissants sont d'abord Isin, puis Larsa, qui tentent de poursuivre la tradition des rois d'Ur, mais sans imposer leur hégémonie. Babylone n'est alors qu'une ville de rang secondaire à l'écart des principales cités et sans passé remarquable, où s'implante une dynastie amorrite vers 1880, avec la montée sur le trône de Sumu-la-El (1880-1845). Il réussit à se tailler un royaume dominant plusieurs villes voisines importante (Borsippa, Kish, Kutha, Dilbat, Marad, Sippar). Ses successeurs consolident le royaume et se posent alors en rivaux de plus en plus sérieux face à Larsa.
Hammurabi hérite du trône de son père, Sin-muballit, en 1792 av. J.-C. Larsa est en position de force durant la première partie du long règne de Rim-Sin (1822-1763), qui réussit à annexer les royaumes d'Isin et d'Uruk. Babylone est son rival direct le plus menaçant pour l'hégémonie sur le sud mésopotamien. En plus de ce rival méridional, Babylone doit faire face sur sa frontière nord-est aux visées expansionnistes du royaume d'Eshnunna, dont le centre se situe dans la vallée de la Diyala. Elle dispose en revanche de bonnes relations avec l'homme fort du nord mésopotamien et rival d'Eshnunna, Samsi-Addu (1815-1775), membre du même clan amorrite que les rois de Babylone. Après avoir été un temps réfugié à Babylone à la suite de troubles, il s'est implanté dans la ville d'Ekallatum, sur le Tigre, et a constitué en quelques années un puissant royaume que les historiens nomment « royaume de Haute-Mésopotamie ». Comme son nom l'indique, il domine toute la partie septentrionale de la Mésopotamie, en intégrant notamment la cité d'Assur, dominant les rois de la région du Khabur, puis, en 1792, le puissant royaume de Mari.

### Premières années
La date de naissance de Hammurabi est inconnue, et on ignore l'âge auquel il est monté sur le trône. Compte tenu de la longueur de son règne (43 ans), il se pourrait qu'il soit alors très jeune, bien qu'il soit également possible qu'il ait déjà une vingtaine voire une trentaine d'années.
Les deux premières décennies de son règne sont pauvrement documentées. Les noms de ses premières années de règne ont essentiellement trait à des travaux et des offrandes à des divinités. Sa septième année commémore une victoire militaire, avec les prises d'Isin et d'Uruk, possessions de Larsa, mais il s'agit manifestement d'un raid sans lendemain puisque les deux cités restent dans le giron larséen. Sa dixième année commémore une victoire contre Malgium, située à l'est de Babylone, avec l'appui de Samsi-Addu et du roi d'Eshnunna, victoire dont l'ampleur est là encore incertaine, puisque cette cité reste indépendante.
La mort de Samsi-Addu en 1775 est suivie de la désintégration rapide de son royaume et d'une compétition pour la domination du nord mésopotamien. Elle implique avant tout Eshnunna et le nouveau roi de Mari, Zimri-Lim, avec lequel Hammurabi entreprend finalement un rapprochement contre leur ennemi commun.

### La guerre contre l'Élam
C'est à partir de ce moment-là que les lettres mises au jour à Mari documentent de façon relativement précise les relations internationales, dont celles de Babylone. Le royaume d'Élam, dont le cœur est situé dans le sud-ouest de l'Iran actuel (notamment à Suse), et qui contrôle d'importantes routes commerciales traversant le plateau Iranien et le Zagros, décide de s'étendre vers la plaine mésopotamienne. Il souhaite attaquer le premier royaume sur sa route, Eshnunna, et reçoit sans difficulté le soutien de divers royaumes en inimitié avec ce dernier, au premier rang desquels se trouvent Babylone et Mari. L'Élam attaque et soumet le royaume d'Eshnunna. Il impose sa domination sur une importante partie de la plaine mésopotamienne pour la première fois. Mais l'Élam ne souhaite pas s'arrêter là, ce qui entraîne finalement la guerre contre Babylone, Mari, et plusieurs autres royaumes du sud et du nord de la Mésopotamie et aussi de Syrie, qui mettent en place une coalition pour l'arrêter. Les Élamites jouent alors un double jeu pour semer le trouble entre Rim-Sin de Larsa et Hammurabi de Babylone, alors que ces deux éternels rivaux essayent de se rapprocher, mais ils découvrent le subterfuge, comme l'indique une lettre de Mari :

« Dis à mon seigneur (Zimri-Lim de Mari) : ainsi (parle) ton serviteur Yarim-Addu.

Le sukkal (sorte de vice-roi) d’Élam a écrit ainsi à Hammurabi : « Je me dispose à partir contre Larsa. Mobilise ta troupe de conscrits, la troupe du génie et tes sujets que j’ai vus à Eshnunna, afin qu’ils soient prêts pour mon arrivée. Si un seul homme de la troupe que j’ai vue n’est pas employé, c’est à toi que je m’en prendrai. » Voilà ce que le sukkal d’Élam a écrit à Hammurabi.

Celui-ci lui a répondu : « Comme tu me l’as écrit, ma troupe est prête et disponible pour ton attaque. Le jour où tu attaqueras, ma troupe partira te rejoindre. » Voilà ce qu’il lui a répondu.

Et de la même façon que le sukkal d’Élam avait écrit à Hammurabi, il a écrit à Rim-Sin en ces termes : « Je me dispose à partir contre Babylone. Mobilise ta troupe d’élite, la troupe du génie et tes sujets de confiance, afin qu’ils soient prêts. Si un seul homme de la troupe dont je ne cesse d’entendre parler n’est pas employé, c’est à toi que je m’en prendrai. » Voilà ce que le sukkal d’Élam a écrit à Rim-Sin.

La tablette que le sukkal d’Élam a fait porter à Rim-Sin, cette tablette, Rim-Sin l’a fait porter à Hammurabi ; et Hammurabi de même a fait porter à Rim-Sin la tablette que le sukkal d’Élam lui avait fait porter. Et à partir de ce jour, il a donné des instructions au ministre des affaires étrangères Sin-bel-aplim et à un secrétaire administratif parmi les scribes-sakkakkim et il les a envoyés dans (le royaume de) Larsa ; ils demeurent à Mashkan-shapir auprès de Sin-muballiṭ. Et le ministre de Rim-Sin demeure auprès d’Hammurabi. Les nouvelles de Rim-Sin parviennent régulièrement à Hammurabi et les nouvelles d’Hammurabi parviennent régulièrement à Rim-Sin. »

Hammurabi et Rim-Sin s'allient finalement, mais le second ne contribue pas, ou peu, à la coalition. Les Élamites sont finalement repoussés avec difficulté alors qu'ils menacent le nord du royaume babylonien, grâce à l'appui des troupes de Mari et d'autres rois du nord mésopotamien.

### Les grandes conquêtes

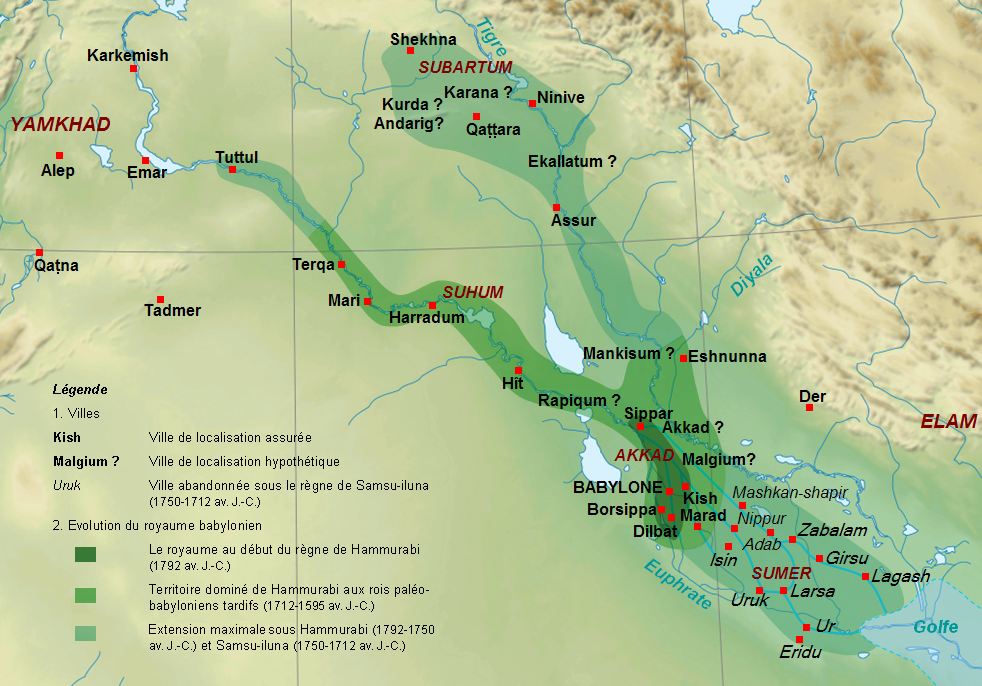
L'expansion du royaume babylonien sous le règne de Hammurabi et de ses successeurs.

Fort de ce triomphe et de l'alliance avec Mari, Hammurabi prend alors une attitude plus ambitieuse. Au lendemain du reflux des troupes élamites d'Eshnunna, il cherche à placer ce royaume sous sa coupe. Une lettre de Mari indique qu'il a alors la possibilité d'annexer purement et simplement le royaume, ou bien d'y placer à sa tête un membre de la famille royale locale à sa solde (avec l'aval du roi de Mari). Mais les élites d'Eshnunna font le choix inattendu d'introniser un chef de section, donc un simple roturier, nommé Silli-Sîn :

« Dis à mon Seigneur (Zimri-Lim de Mari) : ainsi parle Ibal-pi-El, ton serviteur.

J’ai pris connaissance de la réponse à la tablette de Hammurabi que mon Seigneur a fait porter chez moi, au sujet du pays d’Eshnunna et que mon Seigneur a écrite à Hammurabi, lui disant : « Si les nobles d’Eshnunna t’ont donné leur accord, exerce toi-même la royauté d’Eshnunna et, dans le cas contraire, installe à leur royauté un de la famille royale qui se trouve chez toi. »

Voilà ce que mon Seigneur avait écrit à Hammurabi et c’était bien dit. Mais comment les notables d’Eshnunna l’accepteront-ils pour roi ? On a écrit qu’ils venaient de prendre un chef de section pour roi… »

Cela entraîne une année de négociations difficiles entre Babylone et Eshnunna pour conclure une paix.
Au même moment, arguant du faible appui prêté par Rim-Sin et d'attaques que ses troupes auraient mené sur son territoire, et profitant aussi de l'affaiblissement de son royaume, Hammurabi lance une guerre éclair contre lui avec l'aide de Zimri-Lim de Mari. Il annexe son royaume en 1763. Il gagne ainsi le contrôle de l'ensemble de la plaine inférieure de la Mésopotamie. C'est un tournant majeur dans l'histoire de la période, Hammurabi réussissant là où bien des rois avaient échoué avant lui durant plus de deux siècles.
La chute du royaume de Larsa est rapportée par plusieurs lettres de militaires de Mari adressées à leur roi, dont celle-ci écrite alors que l'assaut final est imminent puis mené à son terme :

« À mon seigneur (Zimri-Lim de Mari) dis (ceci) : ainsi (parle) Zimri-Addu, ton serviteur.

Au sujet de la ville de Larsa qui est assiégée, j'ai déjà écrit à mon seigneur : « Tous les réfugiés qui, désormais, tombent entre nos mains disent : Il n'y a plus de grain dans la ville », alors qu'il y a du grain, (mais) à leur insu. Au lieu de grain, (c'est) de la paille, du son et de la balle qu'ils…
[…]

Après l'arrivée des troupes de renfort, les troupes babyloniennes sont entrées [à Larsa] et se sont emparées des remparts. (C'est) ce matin que tous les hommes sont entrés. Quant à Rîm-Sin, ils l'ont fait sortir vivant. »

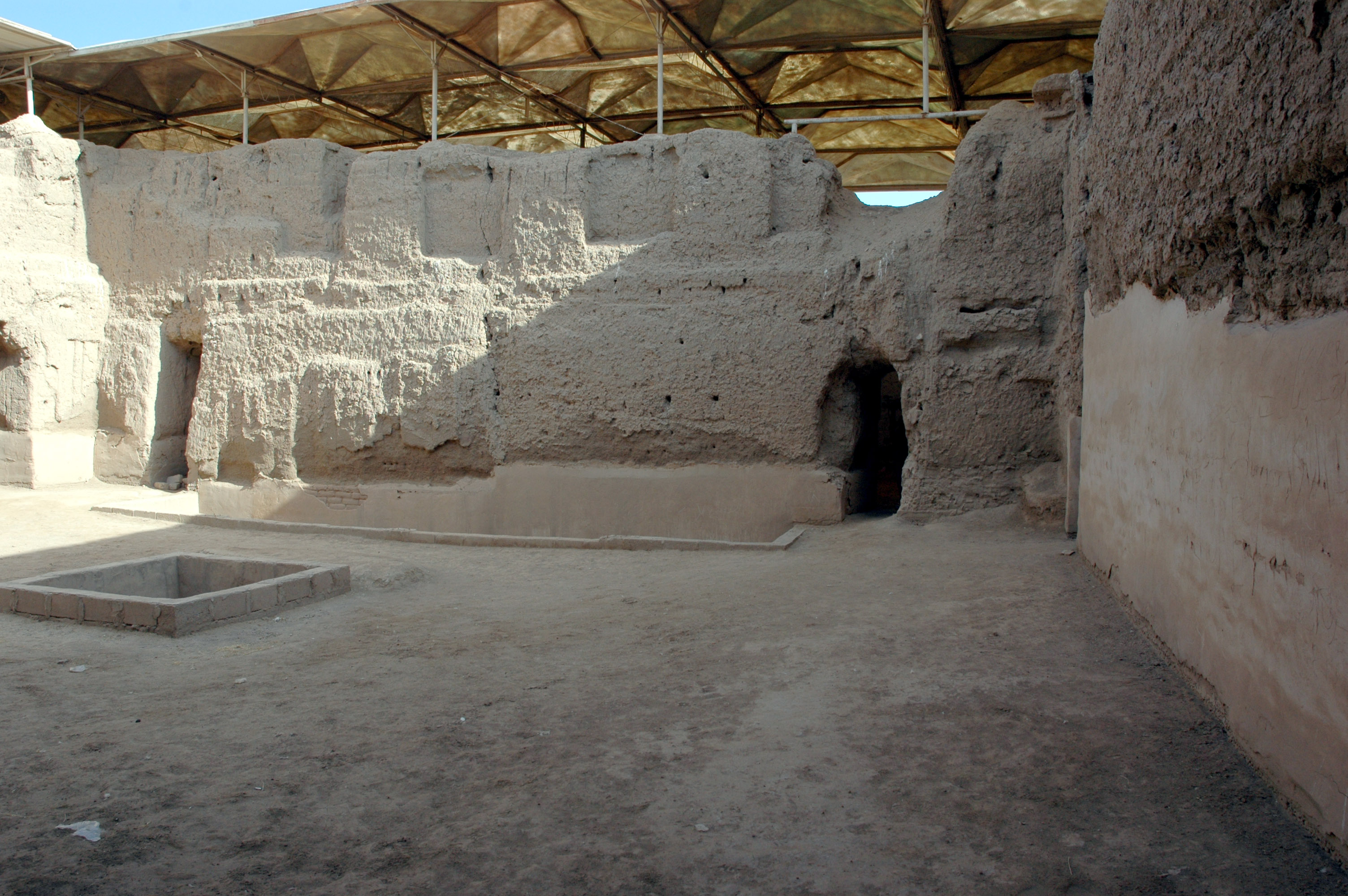
Les ruines de palais royal de Mari, détruit par les troupes babyloniennes.

Continuant son expansion, Hammurabi tourne son attention vers le nord. Il s'était résolu à conclure une alliance avec Eshnunna juste après sa victoire contre Larsa, et une de ses filles avait épousé son roi Silli-Sîn. Mais peu de temps après les faits il remporte une victoire contre Eshnunna, commémorée par le nom de l'année 32, qui indique que d'autres entités voisines (Shubartum et Gutium) ont également été vaincues. On ne sait pas exactement dans quelles conditions s'est déclenché ce conflit, ni ce qu'il advient du royaume vaincu,.
Puis il entre en guerre contre l'autre puissance de la région, son ancien allié Zimri-Lim de Mari. La rupture entre les deux semble se produire rapidement, en raison des ambitions de Hammurabi dans la région du Djebel Sinjar qui était dans la mouvance de Mari. De ce fait Zimri-Lim ne semble pas l'avoir appuyé dans son conflit contre Eshnunna, au contraire il a plutôt témoigné ses faveurs à son adversaire. Le déroulement du conflit n'est pas documenté, mais l'issue est claire : Mari est prise puis détruite dans les années 1761-1759. Malgium subit un sort similaire dans ces mêmes années.
Cela entraîne l'arrêt des archives de Mari, et la suite du règne de Hammurabi est peu documentée. Les noms d'années du roi permettent de connaître les événements jugés les plus notables par la chancellerie babylonienne pour la dernière décennie du règne de Hammurabi. Une partie du nom de l'année 33 (qui évoque en premier lieu le creusement d'un long canal dans la partie sud du royaume) rappelle les succès militaires de Hammurabi :

« Année où le roi Hammurabi […] renversa au combat l'armée de Mari et de Malgium ; subjugua Mari et ses villages et les nombreuses villes (de la montagne) de Shubartum, (Ekallatum, (tout le) Burunda et le pays de Zalmaqum sur la rive du Tigre jusqu'à l'Euphrate ; et les fit demeurer dans l'amitié sous son commandement,. »

Par la suite Hammurabi conforte son emprise sur le nord, où il défait une coalition de rois incluant ceux des pays de Shubartum, de Turukkum et de Gutium (nom d'année 37), puis déporte des gens des pays vaincus. Il établit au passage sa domination sur Assur,. Le nom de l'année 39 commémore une autre victoire au Shubartum :

« Année où le roi Hammurabi, grâce à la force considérable que lui ont donnée An et Enlil, frappa tous les ennemis de la montagne du Shubartum,. »

Selon D. Charpin, le dernier grand rival potentiel de son voisinage resté indépendant, Eshnunna, déjà très affaibli, semble subir une destruction à cause d'inondations (mention dans le nom d'année 38) et un déplacement du cours de la Diyala, ce qui entraîne son abandon,. Dans ces années-là, Hammurabi commémore surtout plusieurs grands travaux, dont certains sont peut-être destinés à prévenir des inondations.

### Fin du règne
En quelques années, Hammurabi est donc parvenu à regrouper la Mésopotamie sous sa coupe. On peut alors parler d'un « empire »,.
Le prologue du Code de Hammurabi, daté de la fin du règne de Hammurabi, comprend une liste de grandes villes dominées par Babylone à ce moment, qui est souvent utilisée pour dresser un tableau de l'étendue du royaume après la quarantaine d'années de règne de ce souverain. Sa logique est en bonne partie religieuse, car sont d'abord énumérés des couples ville-divinité ordonnés suivant un objectif politico-théologique : d'abord les divinités pourvoyeuses de la royauté, Enlil de Nippur, Ea d'Eridu et Marduk de Babylone ; puis les divinités astrales Sîn d'Ur, Shamash de Sippar et Larsa, An et Ishtar d'Uruk. La suite suit un ordre plus géographique : villes de Babylonie centrale (Isin, Kish, Kutha, Borsippa, Dilbat, Kesh), puis des villes bordières du Tigre (Lagash-Girsu, Zabalam, Karkar, Adab, Mashkan-shapir, Malgium) et enfin les grandes villes du Nord de la Mésopotamie que Hammurabi a conquises en sa fin de règne, à savoir Mari, Tuttul, Eshnunna, Akkad, Assur et Ninive.
Hammurabi meurt vers 1750 av. J.-C., dans sa quarante-troisième année de règne, et son fils Samsu-iluna lui succède. Un texte permet de dater assez précisément le changement de règne dans le calendrier babylonien, au dixième jour du cinquième mois de l'année.
Il semble que Hammurabi soit mort de maladie, ou alors de vieillesse, après une période durant laquelle il est affaibli physiquement, à partir de sa quarantième année de règne. R. Pientka-Hinz a proposé d'analyser les travaux commémorés par le nom de son année 40, dans le sanctuaire de Nergal, dieu des Enfers, comme une indication du fait qu'il était déjà malade à ce moment, et que, sentant sa fin venir, il souhaitait s'attirer les faveurs du maître de l'Au-delà, qui allait bientôt l'accueillir,. Une lettre de son fils Samsu-iluna adressée au gouverneur de Sippar datée des derniers instants de son règne semble indiquer que Hammurabi est à ce moment gravement malade et que sa mort est imminente, mais une cassure sur la tablette empêche de complètement restituer la phrase. En tout cas son fils semble alors diriger le royaume (en tant que régent ?) et préparer sa montée sur le trône, par des rémissions de dettes envers les serviteurs de la couronne, les soldats et les particuliers (muškēnum), type de mesures habituellement prises au moment de l'avènement d'un nouveau monarque. Il convoque également le gouverneur et les Anciens, autorités politiques locales, de sa province à la capitale,,,.

« À Etel-pi-Marduk, dis : ainsi (parle) Samsu-iluna.

Le roi mon père est ma[lade?]. Afin de m’asseoir sur le trône de mon père devant Marduk et afin de fortifier les « tributaires » (naši biltim, des travailleurs du domaine royal), j’ai remis l’arriéré des bergers, des cultivateurs et des équarrisseurs. J’ai brisé la tablette de dette du soldat-rêdûm, du soldat-bâ’irum et du simple sujet (muškēnum). J’ai institué le « redressement » (mišarum, c'est-à-dire un édit de rémission des dettes) dans le pays. Dans le pays, le gouverneur ne devra pas user de mesure coercitive à l’encontre de la maison d’un soldat-rêdum, d’un soldat-bâ’irum ou d’un simple sujet quel qu’il soit.
Dès que tu verras ma tablette, toi et les Anciens du pays que tu gouvernes, montez et qu’on vous voie près de moi ! »

## Famille
La famille de Hammurabi est très mal connue.
Aucune de ses épouses n'est documentée, mais si l'on se fie aux pratiques de l'époque il a dû avoir au moins une (voire deux) épouse(s) principale(s), des épouses secondaires, et de nombreuses concubines, avec un harem, augmenté notamment à la suite de ses conquêtes militaires.
Une sœur de Hammurabi est connue, Iltani, qui est devenue religieuse (naditum) vouée au dieu Shamash à Sippar, cas courant dans les familles royales de l'époque, servant à conforter les liens entre les rois et les dieux. Aucun de ses frères n'est connu, mais un texte de Larsa semble mentionner une « fille du frère du roi », non nommée, donc une nièce par un frère, peut-être devenue prêtresse du dieu Shamash de cette ville. Par les exemples connus dans les autres royaumes de son temps, il apparaît que les frères du souverain sont souvent impliqués au plus haut niveau dans les affaires du royaume.
Deux de ses fils sont attestés par les archives de Mari, Sumu-ditana et Mutu-Numaha, dont les noms faisaient référence à des ancêtres de sa dynastie. Ils furent tous les deux envoyés un temps à Mari, dans le cadre de voyages de formation, qui semblent être une coutume de l'époque. Ils peuvent aussi avoir servi d'otages, à un moment où le roi de Mari prête des troupes à Babylone. Le fils amené à succéder à Hammurabi, Samsu-iluna, n'est en revanche pas attesté durant son règne. On ne sait pas s'il est l'aîné de la fratrie, comme il devait le proclamer dans une de ses propres inscriptions royales,.
Parmi ses filles, au moins une devient à son tour religieuse vouée à Shamash, peut-être appelée Lamassani, et une autre est mariée au roi Silli-Sîn d'Eshnunna.

## Pouvoir royal et gouvernement

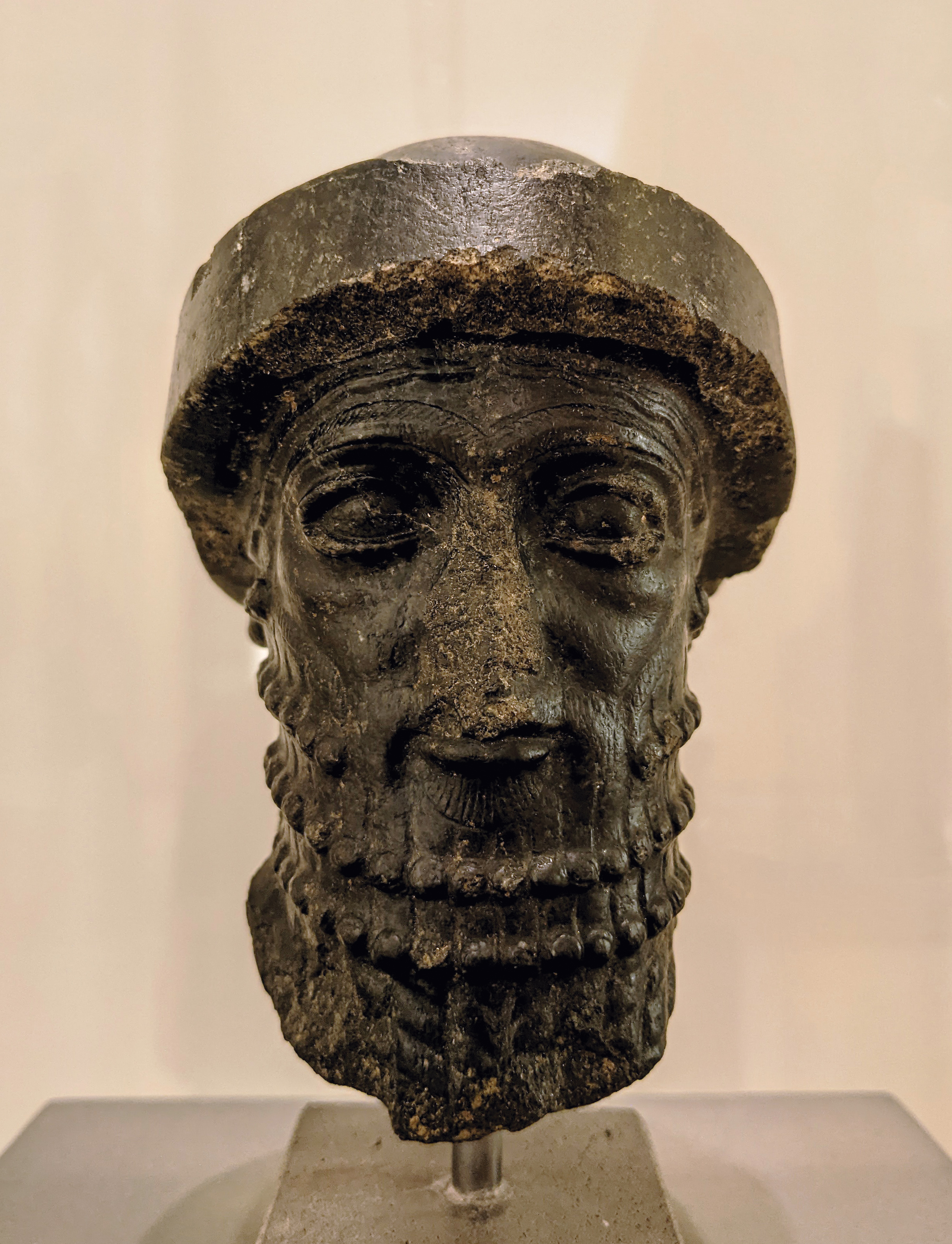
Buste royal, dit « Tête de Hammurabi », mais probablement antérieur au règne de Hammurabi. — Louvre.

### L'idéologie de la royauté
Vers la fin de son règne, le prologue du Code de Hammurabi exprime la grandeur du souverain, arrivé au sommet de sa gloire après ses grandes conquêtes qui en ont fait le souverain des « quatre contrées du monde », ce qui exprime sa prétention à la domination universelle :

« C'est moi, Hammurabi, le pasteur nommé par Enlil. Celui qui a accumulé abondance et profusion, qui a parachevé toutes les choses pour Nippur le lien du ciel et de la terre, le pourvoyeur zélé de l'Ekur (le temple d'Enlil à Nippur), le roi compétent qui a restauré Eridu (et) qui a maintenu purs les rites de l'E-abzu (le temple du dieu Ea à Eridu), celui qui a pris d'assaut les quatre contrées du monde, qui a grandi le renom de Babylone, qui a contenté le cœur de Marduk son seigneur, qui, chaque jour, vient se tenir au service de l'Esagil (le temple de Marduk à Babylone) […]
(l'homme) zélé qui prie les grands dieux, le descendant de Sumu-la-El, l'héritier fort de Sin-muballit, qui est de race royale perpétuelle, le roi fort, le soleil de Babylone qui fait sortir la lumière sur le pays de Sumer et d'Akkad, le roi qui s'est fait obéir des quatre contrées du monde, le favori d'Ishtar, c'est moi ! »

S'y retrouvent les deux volets de la légitimité royale mésopotamienne : l'élection divine, en particulier par la référence aux divinités pourvoyeuses de la souveraineté (Enlil, Marduk, Ishtar), et l'appartenance à une dynastie royale, par la référence au fondateur de la dynastie à laquelle appartient Hammurabi, Sumu-la-El (1880-1845), et à son père et prédécesseur direct, Sin-muballit (1812-1793). Cette référence aux ancêtres se retrouve du reste jusque dans le nom même de Hammurabi, l'« aïeul est grand (ou guérit) ».
Les inscriptions officielles célébrant la personne de Hammurabi insistent sur ses qualités personnelles, sur le fait qu'il est un « roi fort », un « roi accompli », un « héros ». Le prologue du Code de Hammurabi le définit entre autres comme celui qui a été appelé par les dieux pour « sortir comme Shamash au-dessus des têtes noires (les humains) et éclairer le pays », et « le soleil de Babylone qui fait sortir la lumière du pays de Sumer et d'Akkad », ce qui en fait une manifestation du dieu-soleil sur la Terre, et renvoie en particulier à son rôle de roi juste et équitable, car ce sont les qualités de ce dieu. De plus plusieurs hymnes en sumérien, ou bilingues sumérien-akkadien ont Hammurabi pour objet, faisant notamment la louange du roi,. Ces inscriptions commémoratives étaient souvent inscrites sur des stèles en pierre, à l'image de celle du Code qui est l'une des rares de celles de Hammurabi à avoir traversé le temps. Elles sont destinées à être exposées dans un lieu où elles devaient participer de la mise en scène de la royauté. Leurs contextes originels sont souvent difficiles à retrouver, mais il paraît clair qu'elles cherchent à mettre en exergue les différentes qualités associées à la royauté, notamment la victoire militaire.
La titulature de Hammurabi renvoie plus simplement à son statut, qui devient de plus en plus imposant au fil de ses conquêtes : il est d'abord défini simplement comme « roi de Babylone », et après la conquête de Larsa et la prise de contrôle de tout le sud mésopotamien il reprend à son compte le titre prestigieux de « roi des pays de Sumer et d'Akkad » qu'avaient porté les rois de la troisième dynastie d’Ur. Après la conquête de Mari il enrichit sa titulature de « roi de tout le pays amorrite », puis à la fin de son règne il est « roi des quatre contrées (ou rives) » du monde, c'est-à-dire qu'il prétend à la domination universelle.

### L'entourage du roi

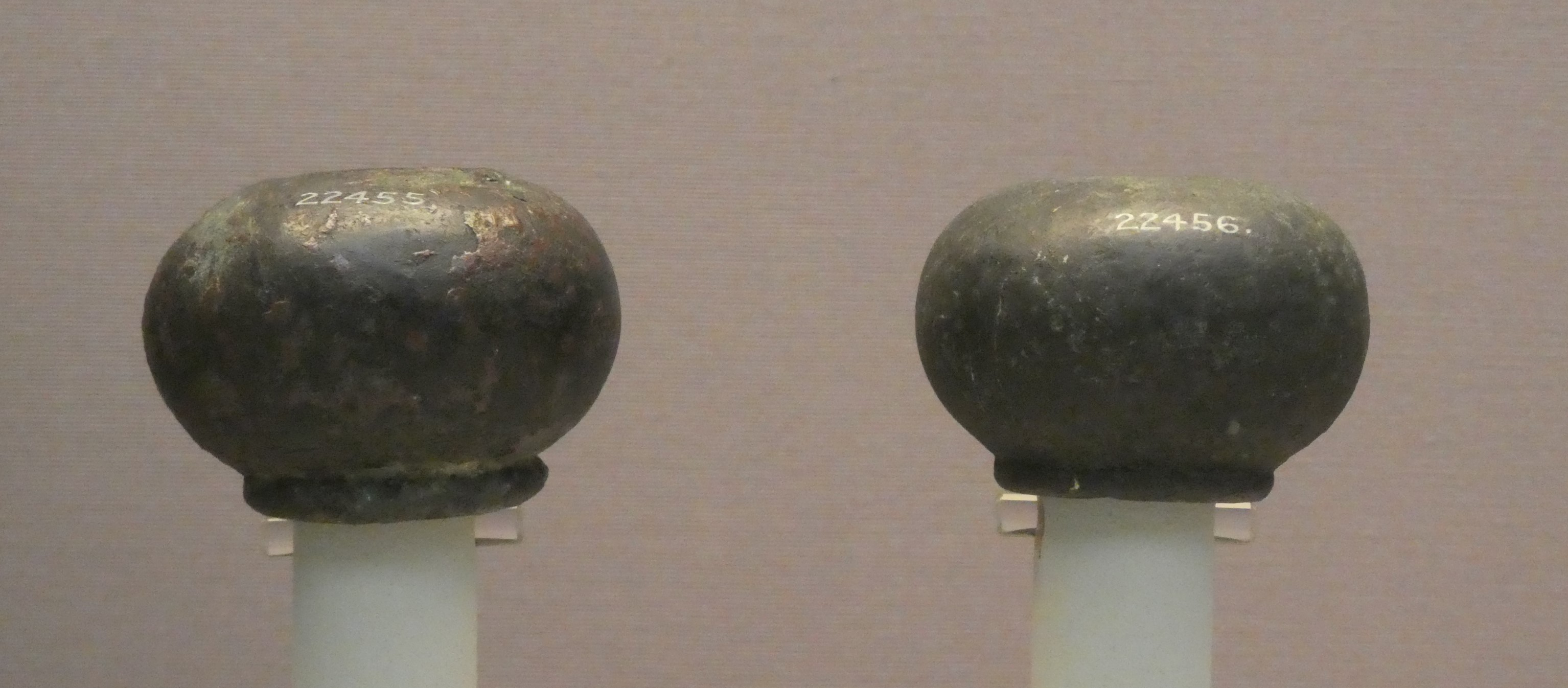
Paire de têtes de masse en alliage cuivreux retrouvées à Tell Muhammad (Bagdad) portant l'inscription « Palais de Hammurabi ». British Museum.

Le roi réside en principe dans un palais, ekallum, terme qui désigne non seulement l'édifice mais aussi l'institution royale et son domaine. Hammurabi dispose certes d'un palais à Babylone (non retrouvé lors des fouilles de la cité), mais il réside aussi dans d'autres villes de son royaume où il a des palais provinciaux, notamment dans le voisinage de Babylone (Sippar, Borsippa, Kish), et après la conquête de Larsa les anciens palais royaux des dynasties amorrites de Sumer (Larsa, Uruk, Isin). Un palais occupé par Hammurabi a été identifié par une inscription, sur le site de Tell Muhammad (près de Bagdad), site faisant partie des territoires conquis sur Eshnunna.
Hammurabi gouverne entouré par des sortes de « ministres », qui disposent d'un domaine de compétences particulier, mais qui peuvent le cas échéant accomplir des missions ponctuelles bien différentes, selon la volonté du roi. Les lettres de Mari font connaître deux ministres importants de Hammurabi, portant le titre de šukkallum (souvent traduit par « vizir ») : Erra-nada et Sin-bel-aplim, ce dernier étant plus précisément chargé de l'accueil des ambassades étrangères. Il dispose également de secrétaires particuliers, chargés notamment de sa correspondance, ce qui les place au plus haut niveau du secret d’État : les lettres de Mari identifient à ce poste Sin-iddinam, qui plus tard devient gouverneur de Larsa (voir plus bas), et Marduk-nasir. D'autres hauts personnages aux fonctions moins bien identifiées sont attestés par des textes dans l'entourage proche de Hammurabi. Les sceaux sont également une source mobilisable pour approcher l’administration babylonienne : un sceau-cylindre et plusieurs impressions de sceaux-cylindres retrouvées sur des tablettes datées du règne de Hammurabi portent des inscriptions identifiant des personnes qui se définissent comme « serviteur de Hammurabi », ce qui est généralement interprété comme indiquant qu'il s'agit de fonctionnaires travaillant pour le palais.
Il apparaît en tout cas que les liens personnels avec le roi priment pour la sélection de l'élite dirigeante. Le roi prend ses décisions avec l'appui d'un Conseil, littéralement le « secret » (pirištum). Il y admet qui il entend, et peut donc remanier sa composition à sa guise. Une lettre de Mari nous apprend ainsi qu'au moment de la guerre contre l'Élam Hammurabi fait rentrer dans son conseil trois hauts fonctionnaires servant Ishme-Dagan d'Ekallatum (fils de Samsi-Addu), qui écartent ceux originaires de Babylone et ont notamment le privilège de pouvoir connaître le résultat des consultations oraculaires. Cela fait craindre à l'auteur de la missive que cela desserve les intérêts du roi de Mari, en raison de ses relations conflictuelles avec la dynastie d'Ekallatum :

« Dis à mon Seigneur (Zimri-Lim de Mari) : ainsi (parle) Ibal-pi-El, ton serviteur.

Les serviteurs d’Ishme-Dagan, Ishar-Lim, Mutu-Hadqim et Rim-Addu, ont évincé les Seigneurs du Pays et sont devenus, eux, les Seigneurs du conseil de Hammurabi. Il s’en tient à leur avis. Lorsque Hali-Hadun et Inib-Shamash, une ou deux fois, eurent pris les oracles et lorsqu’ils rapportèrent les oracles, (Ishar-Lim, Mutu-Hadqim et Rim-Addu ne se sont pas écartés ; étant présents, ils entendent chaque fois la teneur des oracles. À part le rapport secret des devins, quel autre secret (y a-t-il) ? Alors que ses propres serviteurs n’entendent point les rapports secrets des devins, eux, l’entendent ! À part eux, les serviteurs de Hammurabi…
(Lacune)

… été sincère avec mon Seigneur à propos … de Hammurabi qu’il(s) di(sen)t. Ces gens et Ishme-Dagan vont instaurer la brouille entre Hammurabi et mon Seigneur. J’ai médité en moi-même sur ce dont je m’étais aperçu et je l’ai écrit à mon Seigneur. Mon Seigneur doit écouter cette tablette de moi et cette affaire mon Seigneur doit la connaître en son cœur à toute fin utile. »

## Rapports avec le monde divin

### Le roi élu et serviteur des dieux
Comme vu plus haut, la légitimité du souverain s'appuie sur l'élection divine, et il en résulte que le monarque doit suivre les ordres des dieux dans la conduite de son royaume. Les souverains de la Mésopotamie antique étaient donc en contacts permanents avec le monde divin, avant tout par le biais de la divination, qui leur permettait de prendre connaissance des volontés divines auxquelles il devait se conformer. Cela peut concerner la nomination d'un fonctionnaire, l'opportunité d'une alliance, ou, assez souvent, d'affaires militaires, et plus généralement de tout ce qui concernait le royaume et le roi. La procédure divinatoire la plus pratiquée dans les cours royales de cette période est l'hépatoscopie, divination dans le foie d'un agneau, surtout attestée par les archives de Mari. Une tablette datée du Ier millénaire av. J.-C. rapporte plusieurs consultations oraculaires datées du règne de Hammurabi, relatives à des campagnes militaires, notamment la prise de la ville de Kazallu. Malgré leur datation tardive, leur authenticité semble avérée. Un cas de prophétisme est également attesté à la cour de Babylone par une lettre de Mari : un prophète du dieu Marduk vient à la porte du palais pour invectiver Ishme-Dagan d'Ekallatum qui s'y trouve, lui reprochant de préférer livrer ses biens au roi d'Élam plutôt que de les consacrer au dieu.
Enlil est traditionnellement la divinité majeure du panthéon et le pourvoyeur de la royauté, et le reste dans les inscriptions de Hammurabi. Néanmoins le dieu tutélaire de Babylone, Marduk, connaît une ascension à partir de ce règne. Cela accompagne l'affirmation politique de la ville, entamant une progression qui devait l'amener à devenir la divinité principale de Babylonie quelques siècles plus tard. Selon ce qui ressort du prologue du Code de Hammurabi, « les dieux An et Enlil, chefs de file du panthéon, assignèrent au dieu Marduk la toute-puissance, firent de sa ville, Babylone, le centre de l'univers et « prononcèrent le nom » de Hammu-rabi : les fortunes du dieu tutélaire, de sa ville et de son roi apparaissent indissolublement liées » (D. Charpin),. Pour le règne de Hammurabi, la mise en avant du dieu se voit dans un hymne royal (Hammurabi D) où Marduk intercède en faveur du roi auprès des grands dieux Anu et Enlil qui octroient la souveraineté à Hammurabi. La montée en puissance de ce dieu et son assimilation au royaume se voient aussi à l'époque de la première dynastie de Babylone dans le fait que des personnages importants de plusieurs villes du royaume, notamment les territoires conquis, prennent l'habitude de vouer au dieu certaines de leurs filles, qui deviennent des religieuses-naditum de Marduk. Celles-ci font l'objet de plusieurs lois du Code,.
Comme vu plus haut, une sœur et une fille de Hammurabi sont également des religieuses-naditum vouées à une autre divinité majeure, Shamash de Sippar, là encore une manifestation des liens entre le roi et les dieux, qui s'inscrit dans une tradition plus ancienne de liens forts entre la dynastie de Babylone et le grand sanctuaire de Sippar,.
Les rois de l'époque amorrite pouvaient faire l'objet d'une divinisation, tradition héritée des empires du IIIe millénaire av. J.-C. (Akkad, Ur III). La nature de cette divinisation est discutée. Concernant Hammurabi, une forme de divinisation semble intervenir après la conquête du royaume de Larsa, et l'intégration de l'ancien pays de Sumer où cette tradition est plus ancrée que dans la région de Babylone. Le nom du roi est parfois écrit en cunéiforme précédé du signe indiquant la nature divine d'un individu, et une inscription le définit comme le « dieu de son pays », tout en rappelant son obéissance et sa dévotion à l'égard des grands dieux.

### Le soutien au culte
En tant qu'élu des dieux, Hammurabi doit aussi assurer le bon déroulement du culte des divinités, qui en retour garantissent la prospérité de son royaume.
La construction ou la restauration de sanctuaires figure ainsi en bonne place parmi les textes commémoratifs. Par exemple, la reconstruction de la ziggurat, tour à étages, du sanctuaire du dieu guerrier Zababa à Kish, où est également vénérée la déesse Inanna/Ishtar, commémorée par plusieurs inscriptions sous deux variantes (la plus longue est traduite ici) et par un nom d'année (Hammurabi 36) :

« Hammurabi, roi puissant, roi de Babylone, roi de tout le pays amorrite, roi du pays de Sumer et d'Akkad, celui qui pacifie les quatre rives du monde, a rénové pour lui (le dieu Zababa) l'Emeteursag ("Maison - digne d'un champion"), le temple du dieu Zababa à Kish, que Sumu-la-El, son ancêtre, avait construit (et) qui était devenu délabré. »

« Année où le roi Hammurabi rénova l'Emeteursag, érigea la ziggurat, la haute demeure (de) Zababa et d'Inanna, dont le sommet est aussi haut que le ciel, et augmenta considérablement la gloire des divinités Zababa et Inanna avec un pouvoir légitime,. »

Hammurabi restaure également le temple de la déesse Inanna de Zabalam, après la conquête du royaume de Larsa, en remerciement de l'aide qu'elle est censée lui avoir apporté à cette occasion,. Par ailleurs plusieurs de ses noms d'années commémorent des offrandes votives, comme la quatorzième année : « Année où le roi Hammurabi fit le trône du dais élevé, parachevé avec de l'or, de l'argent, des pierres-hulâlum, des pierres-mušgarru et du lapis-lazuli et le décora comme un éclair lumineux, pour Ishtar de Babylone, (ainsi) que son char, totalement achevé. »
Quelques lettres de Larsa documentent également des préoccupations en matière de culte : l'organisation du déplacement de statues de déesses du Yamutbal, la collecte d'argent pour un temple.

### Les prières pour le roi
Il était attendu des sujets du royaume qu'ils adressent des prières et des offrandes aux divinités pour attirer leur protection et leurs faveurs vers le souverain, selon la formule consacrée, « pour sa vie ». C'est donc une manière de manifester son allégeance au roi. Plusieurs des hymnes royaux consacrés à Hammurabi sont en fait des hymnes adressés à une divinité (Enki, Asarluhi, Inanna), qui s'achèvent par une prière en faveur du bien-être roi,.
Des objets votifs ont également été offerts aux dieux par des sujets de Babylone pour leur roi : l'adorant de Larsa, statue qui porte une inscription demandant l'intercession du dieu Amurrum pour le compte de Hammurabi,, et aussi dans un fragment de sculpture (représentant probablement à l'origine une déesse protectrice lamassu) provenant sans doute de Sippar, qui invoque quant à lui la déesse Ashratum (l'épouse d'Amurrum).

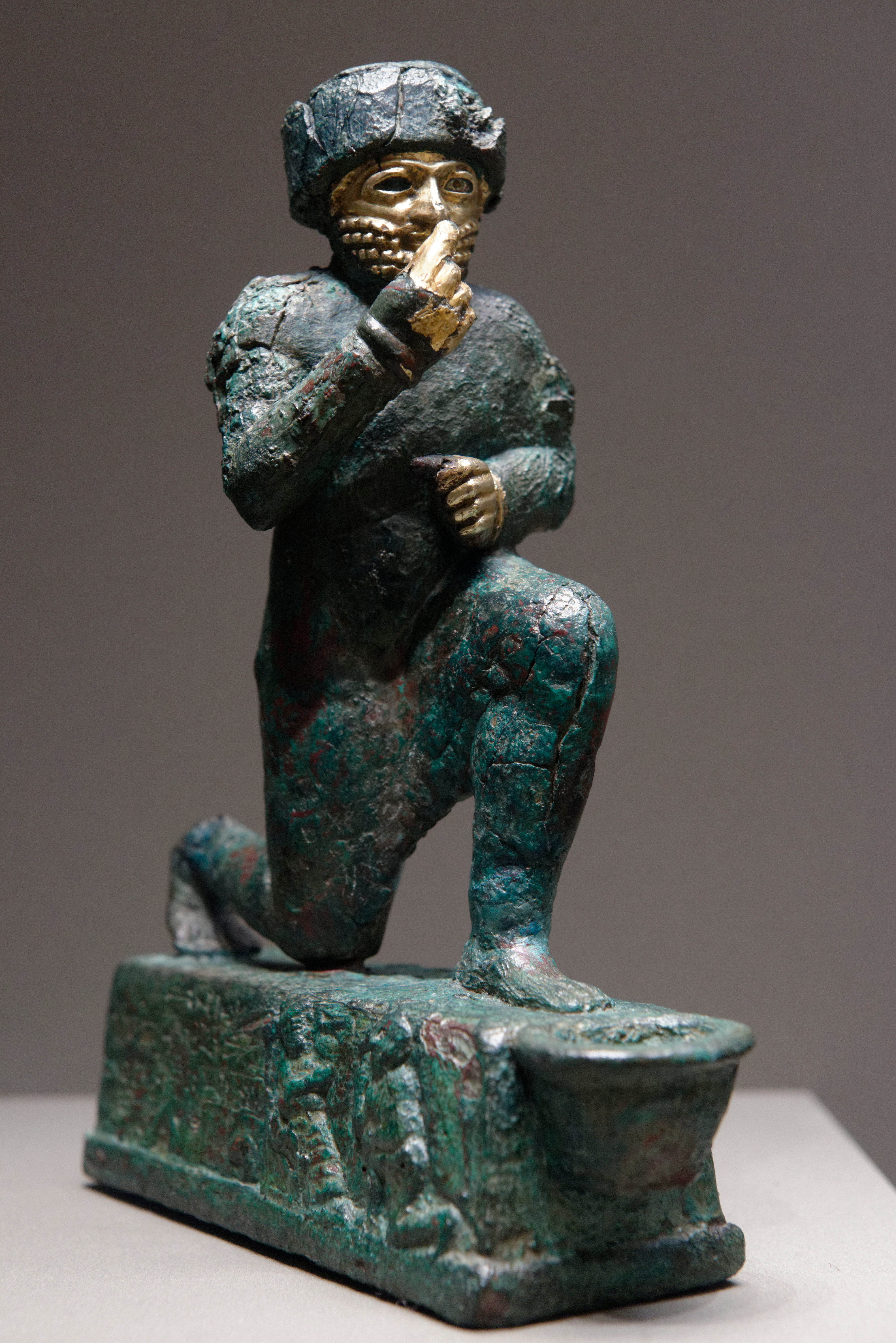
L'« adorant de Larsa », statuette en cuivre d'un homme (sans doute le dédicant) en position de prière offerte au dieu Amurrum. Musée du Louvre. L'inscription de dédicace dit : « À Amurrum, son dieu, pour la vie de Hammurabi, roi de Babylone, et pour sa propre vie, Lu-Nanna, [(titre)], fils de Sîn-le'i, a façonné une statuette de cuivre (en attitude) de suppliant, le visage plaqué or, et la lui a vouée pour (qu'elle représente) son serviteur[148],[149]. »
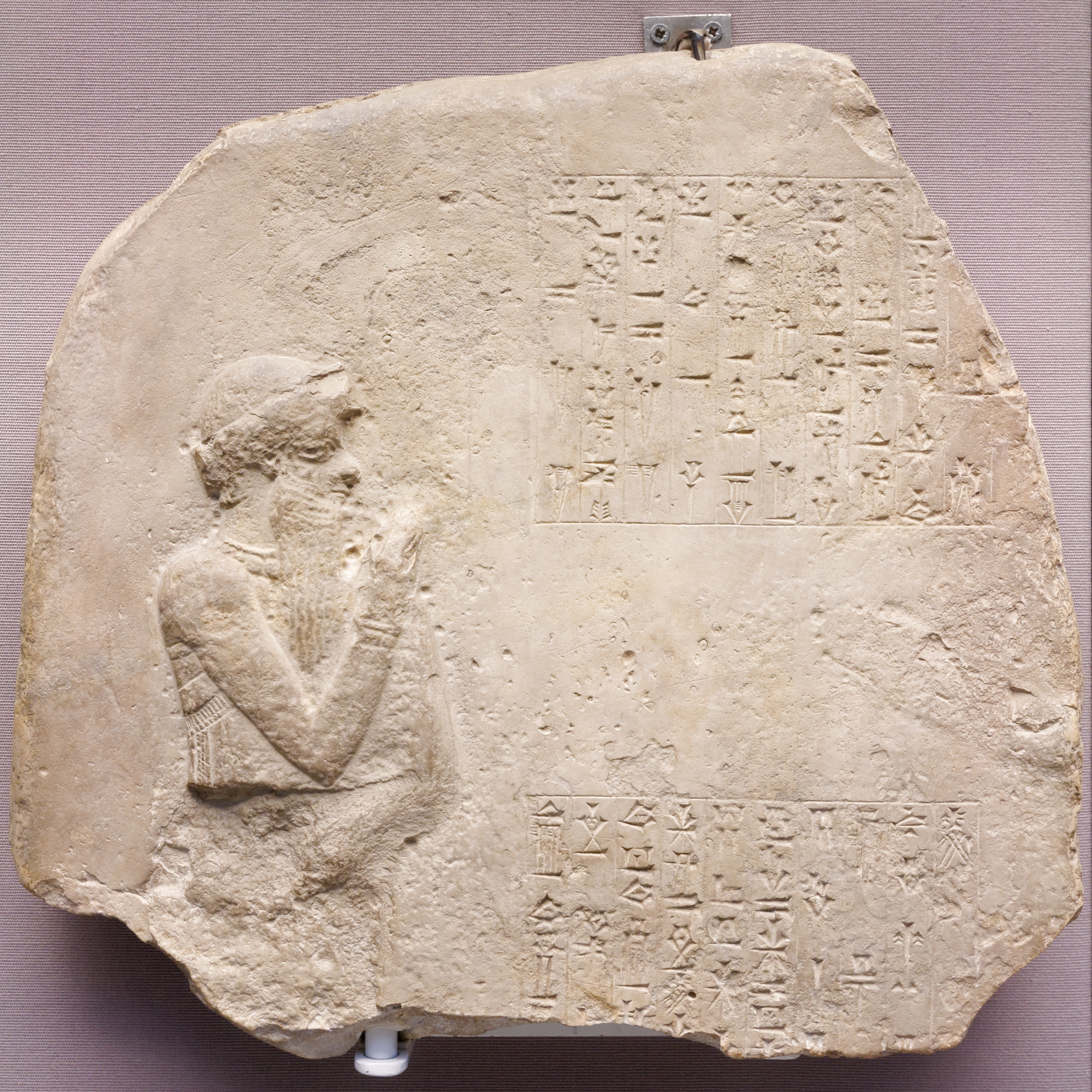
Fragment de bas-relief voué à la déesse Ashratum pour la vie de Hammurabi. Le personnage représenté est peut-être le roi[151], ou bien le dédicant Itur-Ashdum[152]. British Museum. L'inscription de dédicace dit : « Pour Ashratum, la grande épousée d'An, digne de royauté, reine dont les délices exubérantes s'occupent tendrement de la montagne, reine miséricordieuse qui, avec révérence prie (devant) son époux, pour la vie de Hammurabi, roi des Amorrites, Itur-Ashdum, le maire de …, le fils de Shuban-…, a installé dans sa demeure bien-aimée une (statue de) déesse protectrice, ornement de la divinité, pour (qu'elle intercède pour) son respectueux serviteur et fasse l'émerveillement (de tous)[153]. »

## Administration des conquêtes et du domaine royal

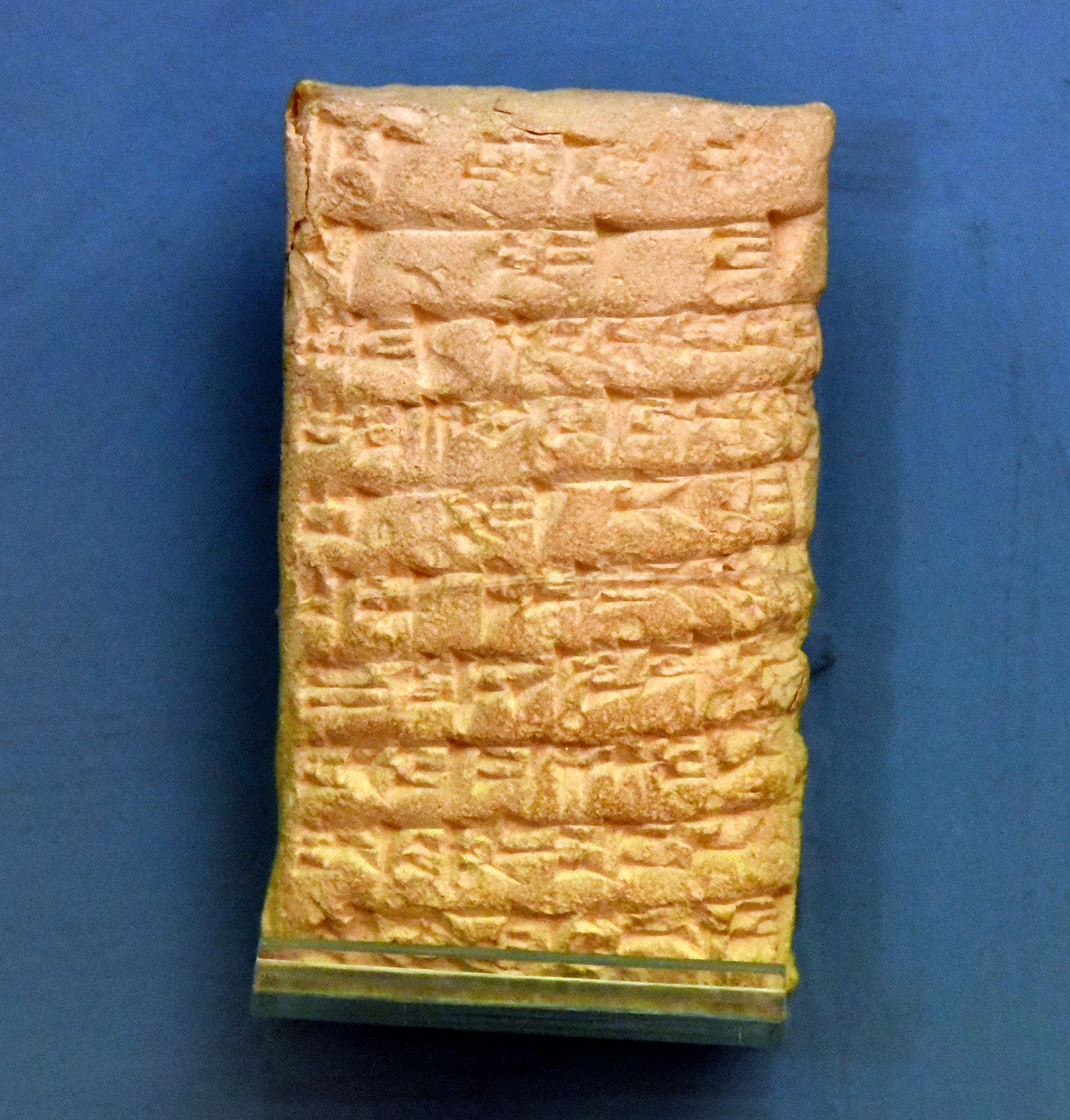
Lettre écrite par Hammurabi au gouverneur de Larsa, Sin-iddinam, sur le déplacement de statues de déesses. Musée de l'Orient ancien d'Istanbul.
Dis à Sin-iddinam : ainsi parle Hammurabi. Les travailleurs relevant d'Inuh-samar doivent te conduire en toute sécurité les déesses du Yamutbal (qui se trouvent) dans ta province. Lorsqu'ils t'auront rejoint, mobilise des travailleurs parmi les travailleurs sous ta responsabilité afin qu'ils conduisent en toute sécurité les déesses dans leur résidence.

Hammurabi est surtout documenté dans sa fonction d'administrateur par le corpus de plus de 200 lettres retrouvées à Larsa qu'il adresse à ses subordonnés en poste dans cette cité. Leur provenance exacte est inconnue car elles sont issues de fouilles clandestines ayant eu lieu au début du XXe siècle. Elles sont évidemment postérieures à l'annexion du royaume de Larsa en 1763, et datent donc de la période qui va jusqu'à la mort du roi (une autre partie du corpus concerne le début du règne suivant, celui de Samsu-iluna). Aucune indication ne permet de donner une datation plus précise à ces lettres.

### Larsa après sa conquête

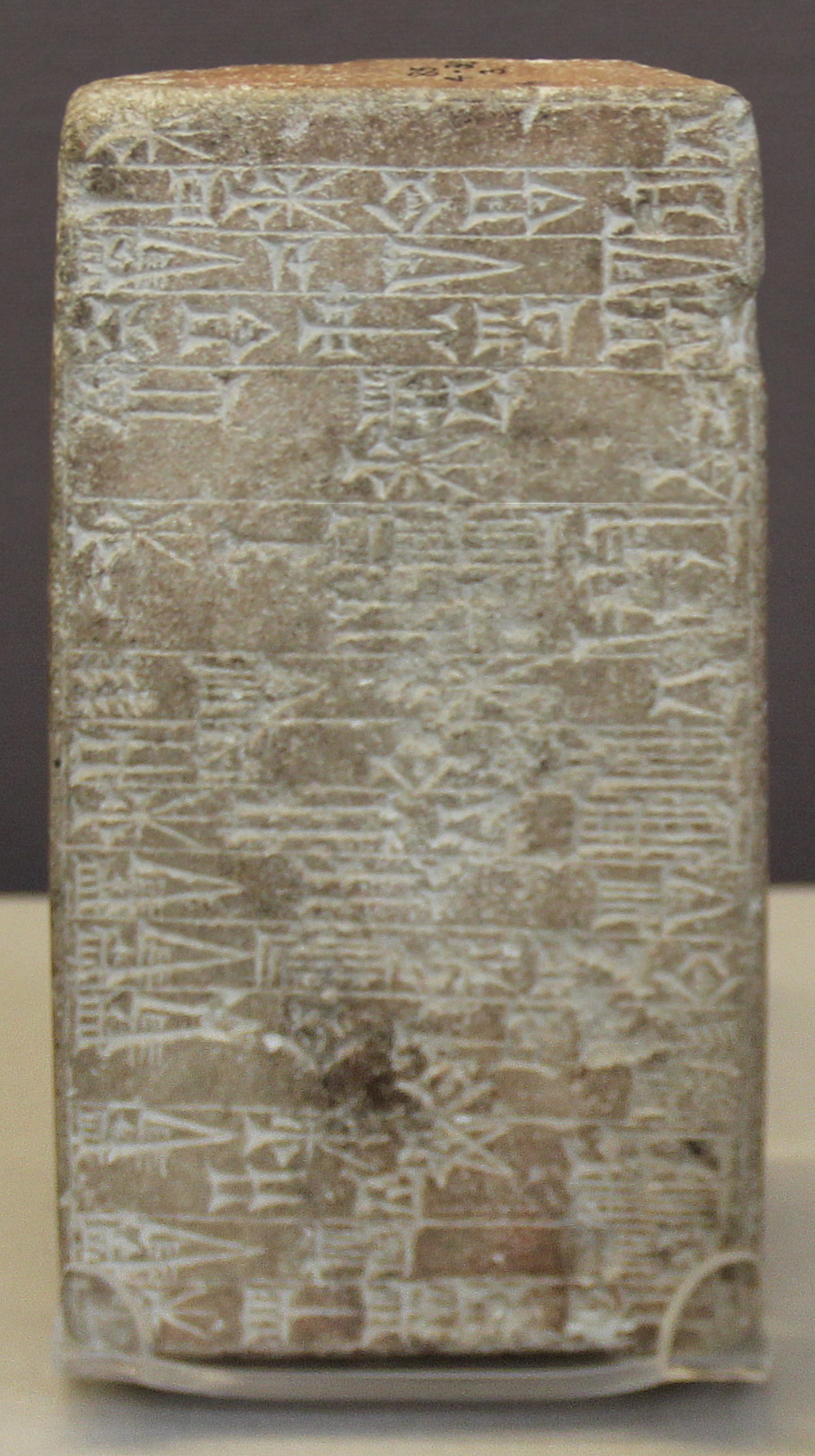
Inscription de fondation en sumérien commémorant la restauration du temple de Shamash à Larsa par Hammurabi. British Museum.
Pour Utu (nom sumérien de Shamash), le seigneur du Ciel et de la Terre, son maître, Hammurabi, appelé par An, qui obéit à Enlil, le favori d'Utu, le pasteur bien-aimé de Marduk, le roi fort, le roi de Babylone, le roi de Sumer et d'Akkad, le roi des quatre régions (du monde), le roi qui a rénové les autels des grands dieux. Lorsque Utu lui eut donné d'exercer la seigneurie sur Sumer et Akkad et lui eut remis pour ses faire les rênes (anneaux de nez, marque de servitude) dans les mains, il bâtit pour Utu, le seigneur (qui lui donne) des signes, l'Ebabbar, son temple bien-aimé, dans Larsa, sa ville seigneuriale..

Après la conquête de l'ancien royaume de Larsa, ou Yamutbal/Emutbal, celui-ci est divisé en deux provinces : la ville de Larsa devient la capitale de la province dite « inférieure » (au sud), et la province « supérieure » (au nord) est sans doute dirigée depuis Mashkan-shapir. La région inférieure est placée sous la direction d'un certain Sin-iddinam, ancien secrétaire de Hammurabi. Il se charge d'assurer la transition du contrôle larséen au contrôle babylonien, notamment de faire appliquer le droit de Babylone à la place du droit traditionnel du Yamutbal. Le domaine royal de Larsa a été incorporé dans le domaine royal de Hammurabi, et ses ressources sont désormais redirigées vers Babylone sur demande du souverain Il ne semble pas qu'il y ait eu d'importantes confiscations de terres à ce moment-là, les détenteurs de terre restant généralement les mêmes qu'auparavant, et le roi procède à une rémission de dettes dans les pays conquis. Une inscription bilingue sumérien-akkadien commémore du reste la restauration du grand sanctuaire de Larsa, l'Ebabbar dédié au dieu Shamash.
De plus, l'annexion de Larsa semble avoir eu un impact culturel important pour le royaume de Babylone, résultat de l'intégration de membres de l'élite cultivée de l'ancien royaume, notamment celle versée dans les écrits en sumérien. Cela est notamment visible dans les inscriptions royales, qui sont en sumérien après la conquête de Larsa alors qu'elles étaient en akkadien auparavant. Cet apport semble avoir exercé une influence profonde sur l'idéologie politico-religieuse, la littérature, le culte et l'art de gouverner dans le royaume babylonien, jusqu'alors plutôt en position secondaire sur le plan culturel,. Les ambitions unificatrices de Hammurabi se retrouvent également dans le domaine métrologique, avec la diffusion de la « mesure de Marduk » dans les territoires conquis, unité de mesure nommée d'après le grand dieu de Babylone, et employée dans la sphère palatiale.
Les fouilles conduites en 2017 à Ur, ville de l'ancien royaume de Larsa annexée par Hammurabi, ont permis la mise au jour d'un autre lot de tablettes datant de la période suivant l'intégration à Babylone. Il s'agit d'une trentaine de textes documentant les activités d'un général babylonien nommé Abisum, en place de l'an 36 de Hammurabi à l'an 11 de Samsu-iluna. Non encore publiées, une première analyse tend à montrer que là aussi la conquête babylonienne n'a pas remis en cause la position de l'élite locale.

### Le contenu des lettres de Larsa
Environ une centaine de lettres mises au jour à Larsa sont adressées par Hammurabi à Sin-iddinam. Elles ont pour objet des sujets divers : la gestion du système d'irrigation, des troupes militaires, la levée des impôts, l'organisation des corvées et de la force de travail, l'envoi de denrées et d'animaux à Babylone, diverses affaires judiciaires, également des activités de police,. Par exemple dans cette lettre Hammurabi lui demande de s'occuper d'une affaire de corruption :

« Dis à Sin-iddinam : ainsi parle Hammurabi.

Shumman-la-ilum m'a parlé ainsi, en disant : « À Bad-Tibira, il y a eu de(s) pot(s)-de-vin et il y a (à la fois) des hommes qui ont perçu le(s) pot(s) de vin et des témoins qui connaissent ces faits. » Il m'a parlé ainsi. Comme tu vois, je viens d'envoyer chez toi ce Shumman-la-ilum, un cavalier et un soldat régulier. Lorsque tu verras ma présente tablette, enquête sur cette affaire, et s'il y a eu de(s) pot(s) de vin, scelle et envoie-moi l'argent et tout ce qu'ils ont perçu dans le pot-de-vin. Fais conduire devant moi les hommes qui ont perçu le pot-de-vin et les témoins qui connaissent (ces) faits, que Shumman-la-ilum te montrera ! »

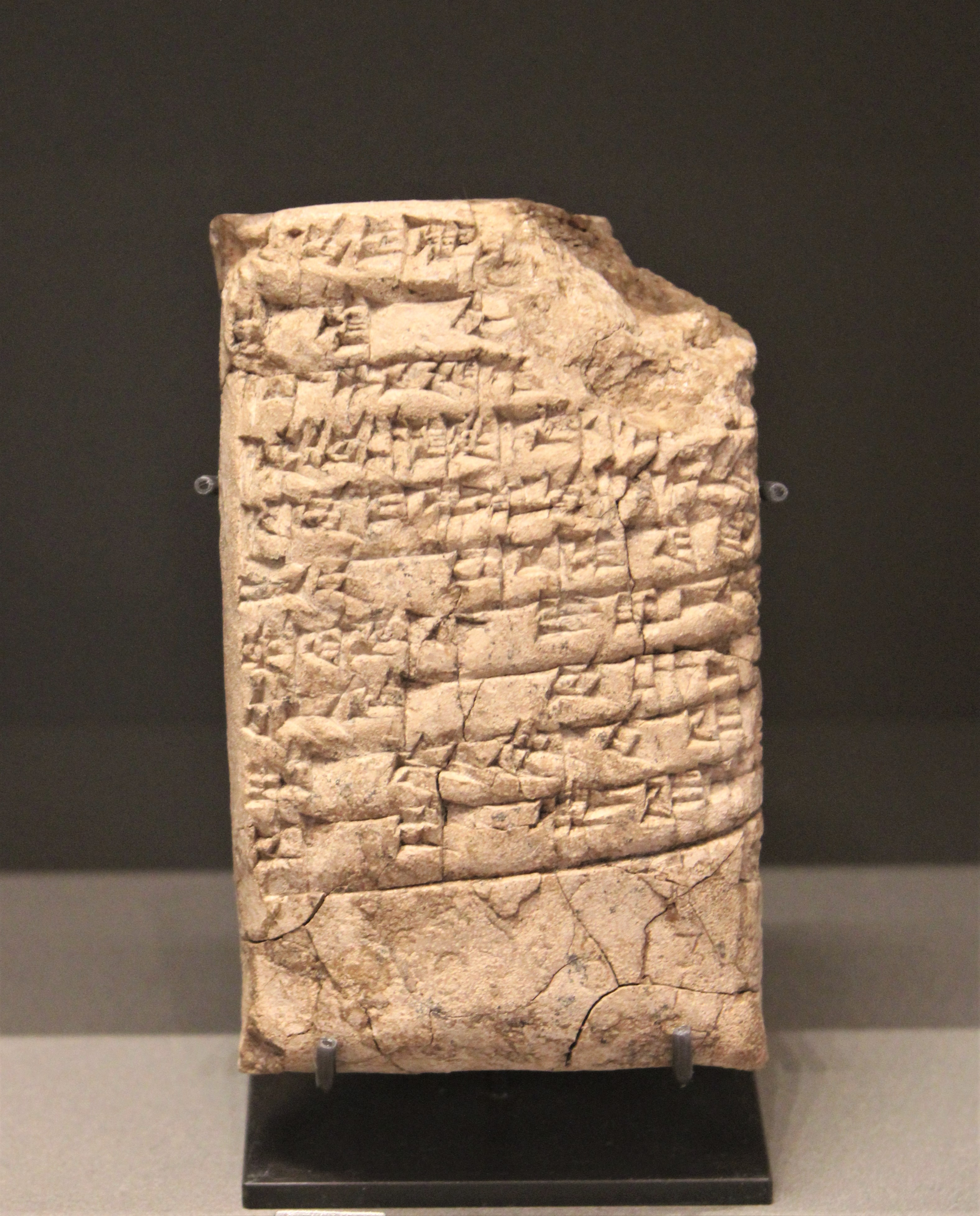
Lettre de Hammurabi à Shamash-hazir, pour qu'il attribue une terre de la couronne à une personne. Musée du Louvre.
Dis à Shamash-hazir, ainsi parle Hammurabi :
Nanna-tum m’a dit ceci : « Dans mon champ à redevance, une grande partie de la terre n’a pas été irriguée. » Voilà ce qu’il m’a dit.
Va sur le champ à redevance de Nanna-tum, et inspecte le champ qui est donné contre redevance à Nanna-tum mais qu’on n’a pas irrigué, car trop élevé pour (recevoir) les eaux. Dans une terre qui est (située) sur une rive du canal […] (et) qui est à la disposition du Palais, donne à Nanna-tum un champ irrigué en échange du champ qu’on n’a pas irrigué. Qu’il n’ait pas de motif de plainte pour sa redevance en grain ! (Si) tu ne donnes pas un champ irrigué à Nanna-tum, il aura des motifs de plainte et la perte de sa redevance sera mise sur ton compte (lit. sera placée sur toi) !.

L'autre destinataire principal des lettres de Hammurabi retrouvées à Larsa est Shamash-hazir, « chef du cadastre », administrateur de terres du palais dans la province inférieure du Yamutbal, et dont on ignore s'il était placé sous la supervision de Sin-iddinam ou pas. Il s'agit d'une source essentielle pour la connaissance de la gestion du domaine agricole dépendant directement du roi à l'époque de la première dynastie de Babylone. La notion de « palais » (ekallum, terme dérivé du mot sumérien signifiant « grande maison ») a un sens large en Mésopotamie : elle désigne les édifices palatiaux appartenant au roi, mais aussi le patrimoine qu'il possède, qui comprend notamment des terres agricoles, donc le domaine royal, et des travailleurs, ainsi que l'administration qui les gère. Le domaine royal est divisé en deux parties : une « réserve » dont les terres étaient en général concédées à des sortes d'entrepreneurs versant en contrepartie une redevance en argent et en nature ; des « tenures » concédées par le roi à des particuliers en échange d'un service (ilkum) qu'ils lui rendent (militaire, artisanal, etc.), des « champs alimentaires (ou de subsistance) » selon la terminologie de l'époque, car ils permettent de financer ce service (il s'agit donc d'une forme de rémunération). Les lettres adressées par Hammurabi à Shamash-hazir concernent prioritairement les attributions de telles terres et les nombreux litiges qu'elles soulevaient (qui se retrouvent aussi dans la correspondance avec Sin-iddinam), car ces terres font souvent l'objet d'appropriation par des personnes à qui elles ne sont pas attribuées, ce qui nécessite souvent une enquête sur le terrain diligentée par Shamash-hazir en personne,,.
Dans le cas suivant, particulièrement complexe, Shamash-hazir et Sin-iddinam sont sommés par le roi d'enquêter de concert :

« Dis à Shamash-hazir, ainsi parle Hammurabi :

Ili-ippalsam le berger-rê’ûm m’a appris ceci : « Il y a 4 ans, Etel-pi-Marduk m’a confisqué le champ de 3 bur qui m’est officiellement attribué par un acte scellé de mon seigneur et il ne cesse d’en prendre le grain. De plus, Sin-iddinam a appris (cela), mais on ne me (l’)a pas rendu. » Voilà ce qu’il m’a appris.

Je viens d’écrire à Sin-iddinam. Si, comme le dit cet Ili-ippalsam, Etel-pi-Marduk a pris, il y a 4 ans, le champ de 3 bur qui lui est officiellement attribué dans le palais et en jouit, (alors) il n’y a pas d’affaire plus mauvaise que celle-ci !

Enquêtez soigneusement sur cette affaire, et rendez à Ili-ippalsam le champ selon la teneur de l’acte scellé qui lui a été officiellement attribué dans le palais.

Ensuite, évaluez par l’arme du dieu (la quantité de) grain que, depuis 4 ans, Etel-pi-Marduk ne cesse de prendre dans ce champ, et donnez (le grain) à Ili-ippalsam le berger-rê’ûm ! Enfin, écrivez-moi le rapport de ce jugement ! »

Il ressort des missives envoyées par Hammurabi à ses administrateurs que le roi s'implique souvent personnellement et directement dans les affaires de la province. Il est souvent saisi par ses sujets sur des affaires judiciaires et les problèmes liés à l'attribution de terres, et ordonne à ses subordonnés d'enquêter et de lui rendre compte de manière détaillée. Peu lui importe que l'affaire soit importante ou non,. Son implication ressort également de cette lettre dans laquelle Shamash-hazir est convoqué avec ses subordonnés devant le roi pour un audit de leurs activités sur les trois dernières années :

« Dis à Shamash-hazir, ainsi parle Hammurabi :

À la lecture de ma présente tablette, prenez les tablettes de tous les services que vous avez accomplis, (celles) des champs à redevance, des champs des serviteurs du Palais, des champs des messagers-rakbum de la troupe des archers, des champs des gardiens de troupeaux rê’ûm (et) des pâtres-kaparrum, des champs des artisans et enfin tous les autres champs, tout ce que vous avez donné ou confirmé, les tablettes de listes de noms et d’inspections du nouveau service que vous accomplissez depuis trois ans, (celles) des futurs champs du Palais pour lesquels on vous avait écrit ; vous (les) avez prises et vous êtes venus ; puis, dans Kar-Nabium, vous avez rendu votre rapport, et vous (les) avez déposées dans Mashkan-shapir.

Amenez avec vous les chefs d’équipe abi ašlim et les intendants-šatammum qui ont accompli le service avec vous, puis venez devant moi à Sippar ! »

## Justice et lois

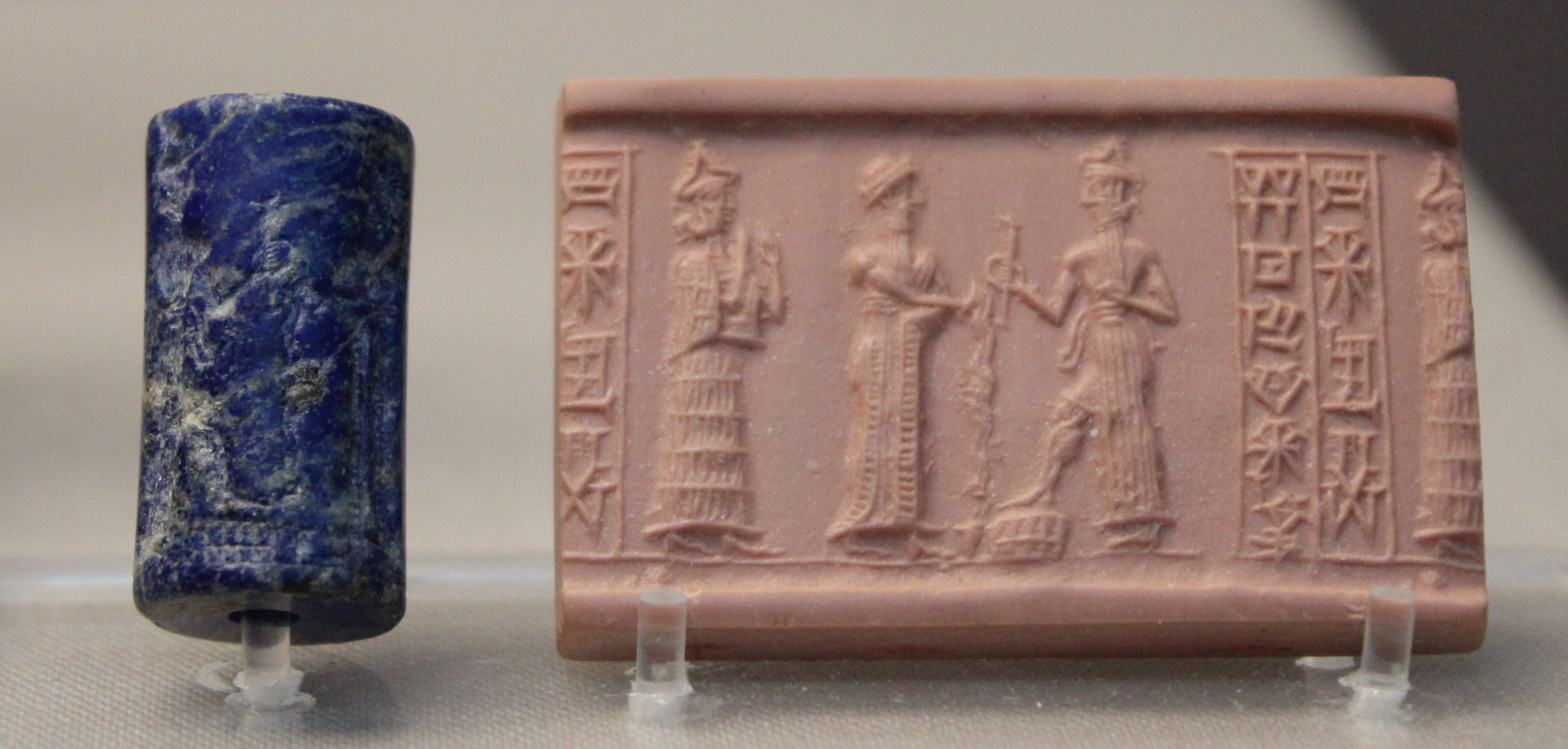
Sceau-cylindre avec impression, représentant un roi versant une libation devant le dieu-soleil Shamash, divinité garante de la justice, qui tient l'anneau et le bâton symbolisant l'équité. Ur, v. -1900. British Museum.

### Le roi de justice
Le roi mésopotamien idéal a pour vocation de rendre la justice, de protéger le faible contre le puissant. Dans le cas de Hammurabi, cela se voit de façon éloquente dans son fameux Code. Le sommet de la stèle représente le roi face au dieu-soleil Shamash, divinité de la justice, qui est celui qui lui inspire les jugements qu'il rend et qui sont consignés sur la stèle. Le monarque est présenté dans l'épilogue de la stèle comme un recours contre les injustices, y compris celles venant de l'exercice courant de la justice :

« Pour que le fort n’opprime pas le faible, pour faire justice à l'orphelin et à la veuve, à Babylone, la ville dont Anu et Enlil ont élevé le faîte, dans l'Esagil, le temple dont les fondements sont aussi stables que les cieux et la terre, pour porter les jugements concernant le pays, pour prendre les décisions concernant le pays, pour faire justice à l'opprimé, j'ai écrit mes paroles précieuses sur ma stèle et je l'ai dressée devant ma statue de « Roi de justice ». […]
Que l'homme injustement traité, qui est mêlé à une affaire, vienne devant ma statue de « Roi de justice », se fasse lire ma stèle inscrite, qu'il écoute mes paroles précieuses, que ma stèle lui dévoile l'affaire, qu'il voie son cas et qu’il laisse respirer son cœur en ces termes : « Hammurabi, le seigneur qui est comme un père charnel pour les gens, s'est affairé à la parole de Marduk son seigneur et a atteint ce que souhaitait Marduk au nord et au sud ; il a contenté le cœur de Marduk son seigneur, a destiné pour toujours le bien-être aux gens et fait justice au pays. » […]
À l'avenir, que le roi qui, à un moment donné, apparaîtra dans le pays observe les paroles de justice que j'ai écrites sur ma stèle ; qu'il ne change pas les jugements que j'ai portés pour le pays, les décisions que j'ai prises pour le pays, qu'il n'enlève pas ce que j'ai gravé.
[…] Si cet homme a été attentif à mes paroles que j'ai écrites sur ma stèle et n'a pas écarté ce que j'ai jugé, n'a pas modifié mes paroles, n'a pas changé ce que j'ai gravé, cet homme sera un homme de justice comme moi ; que Shamash allonge son sceptre, qu'il fasse paître ses gens devant la justice. »

Plusieurs articles du Code de Hammurabi ont trait à la probité des juges, ce qui renvoie là encore au rôle du roi en tant que garant de la justice et protecteur des justiciables.

« § 3 : Si quelqu'un s'est présenté dans un procès pour un faux témoignage et n'a pas pu confirmer ce qu'il avait dit, si ce procès est un procès de vie cet homme sera mis à mort. § 4 : S'il est présenté pour un témoignage (quand il y a pénalité) en orge ou en argent, il subira la pénalité (qui s'ensuivra) de ce procès. § 5 : Si un juge a rendu un jugement, a prononcé une sentence, a fait remettre un document scellé et par la suite a changé son jugement, on convaincra ce juge d'avoir changé le jugement qu'il avait rendu et il donnera douze fois le montant de la réclamation résultant de ce jugement. On le fera publiquement se lever de son siège de juge et il ne pourra plus revenir siéger en jugement avec les juges. »

Le roi est également invoqué dans les serments prêtés lors des procès, aux côtés de divinités.

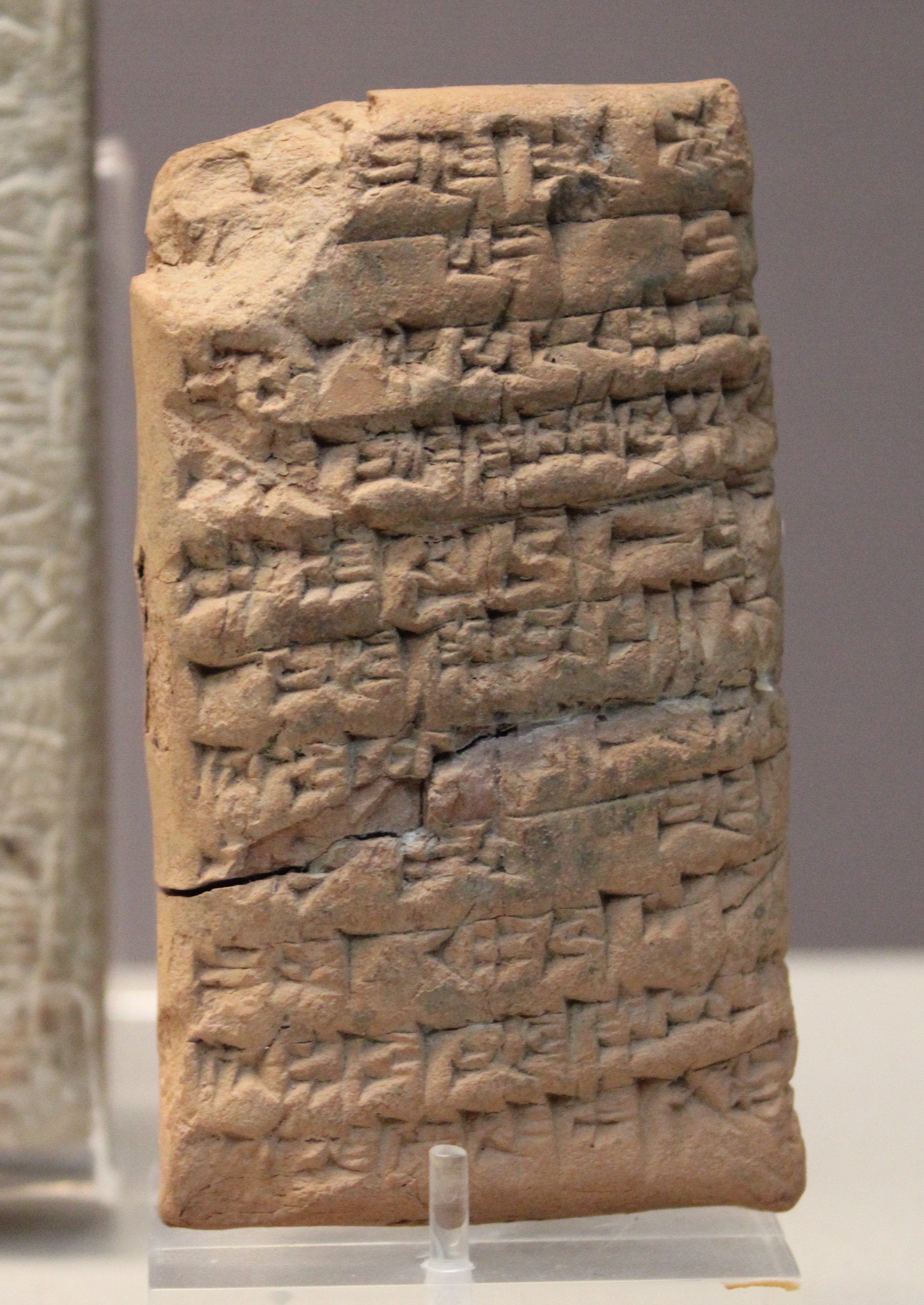
Lettre de Hammurabi à Sin-iddinam, ordonnant la venue d'hommes à Babylone pour qu'il puisse juger une affaire. British Museum.
Dis à Sin-iddinam : ainsi parle Hammurabi.
Concernant Sin-rabi que tu m'as envoyé avec Nur-Ishtar : ils ont fait entrer en ma présence ce Sin-rabi et il m'a renseigné sur Iddin-Sin. Comme tu vois, je viens d'envoyer chez toi ce Sin-rabi. Envoie chez moi Iddin-Sin et les témoins dont il (Sin-rabi) te parlera.

En pratique, le roi peut intervenir directement dans la vie judiciaire de son royaume. Les lettres de Larsa indiquent ainsi qu'il est impliqué dans les affaires concernant le domaine royal, et d'une manière générale son administration. Le gouverneur Sin-iddinam est ainsi souvent sollicité pour trouver des témoins et des preuves afin que le roi puisse prendre une décision. Hammurabi intervient à la demande des justiciables, et l'affaire peut ensuite être tranchée de différentes manières : soit le roi rend le verdict lui-même ; soit le roi émet une décision sur un point de droit, que les juges locaux font appliquer ; ou bien il renvoie l'affaire aux juges locaux en demandant à être tenu au courant de ses suites. Des lettres de Larsa indiquent que le roi n'est pas forcément celui qui rend les jugements à Babylone, puisque dans plusieurs cas cette tâche incombe à un certain Awil-Ninurta, peut-être un « ministre ».
Le roi a également une fonction de justice sociale, c'est-à-dire une responsabilité dans la garantie de l'équité. Il est attendu qu'il mette fin à des situations d'inégalités criantes, notamment dans le cas de crises économiques, en prononçant des édits de rémission des dettes appelés andurarum et mišarum (qui semblent avoir visé en priorité les prêts de nécessité, pas les prêts commerciaux),. Hammurabi en prononce une durant sa première année de règne (1792/1791), et commémore cela dans le nom de sa deuxième année de règne, « Année où le roi Hammurabi a instauré droit et justice dans son pays ». Puis il en promulgue une autre dans le pays de Larsa après sa conquête (1763). Cette recherche d'une forme de justice dans l'économie se retrouve également dans divers articles du Code de Hammurabi qui donnent des prix pour divers types de prestations, qui semblent correspondre à l'idée d'un « juste prix », un minimum attendu en dessous duquel la situation était injuste pour celui qui était rémunéré.

### Le Code de Hammurabi et ses motivations

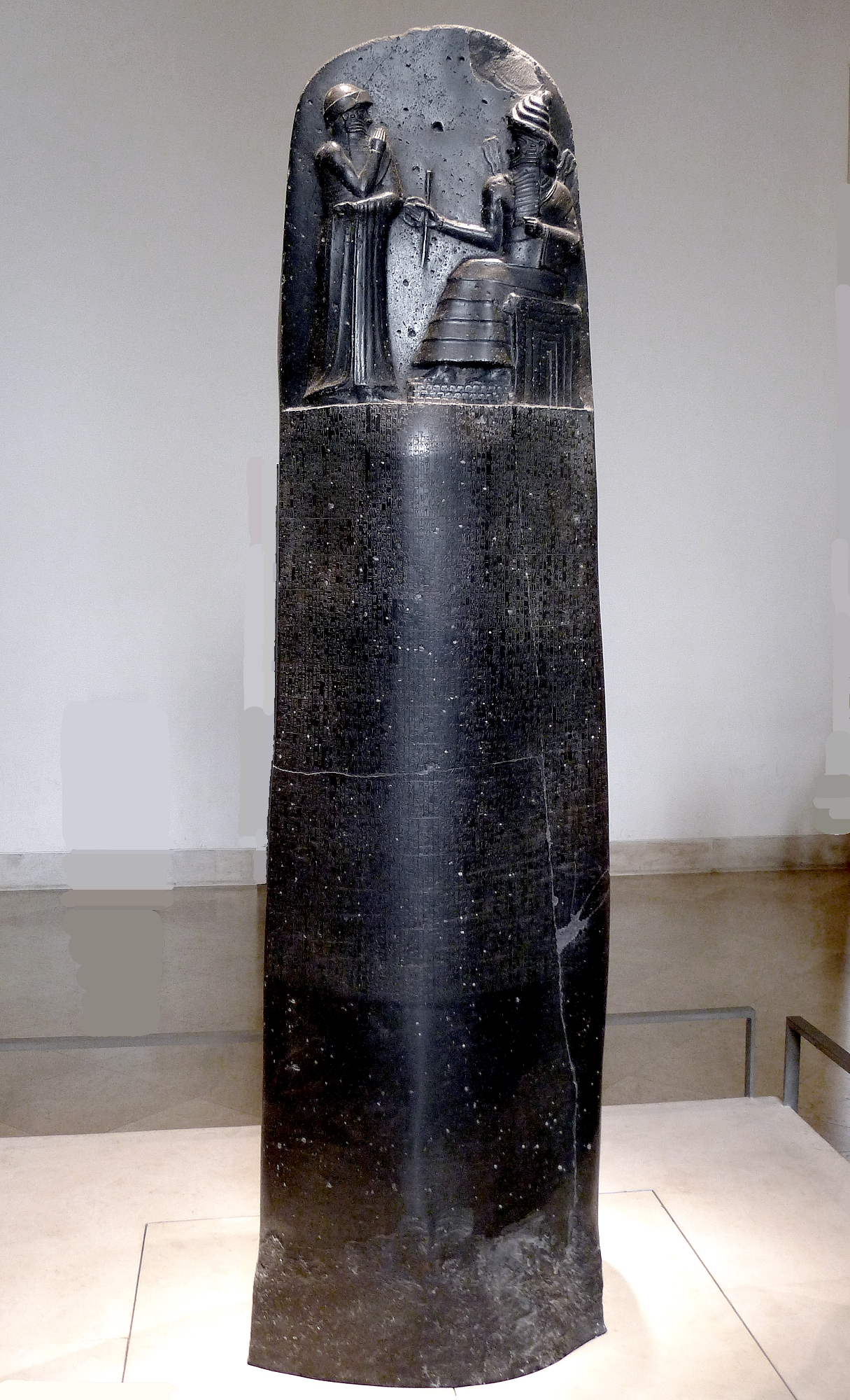
Face avant de la stèle du Code de Hammurabi. Musée du Louvre. Elle était probablement disposée dans un temple à l'origine (celui du dieu Shamash à Sippar ?), puis elle a été emportée au milieu du à Suse (Iran) en tant que butin de guerre, où elle a été mise au jour en plusieurs fragments par des archéologues français en 1901-1920.

Le Code de Hammurabi dérive directement de cette fonction de garant de la justice. Il se divise en trois parties : un prologue, un ensemble de « lois », et un épilogue. Rédigé vers la fin du règne de Hammurabi et surtout connu par une grande stèle sur laquelle il a été inscrit (des tablettes documentent aussi des parties du texte), son statut est débattu,. Ce n'est certes pas le seul recueil législatif mésopotamien connu, ni le plus ancien, mais c'est le plus long qui soit connu. Il se présente par bien des aspects, surtout exprimés dans le prologue et l'épilogue, comme une inscription commémorative célébrant le sens de la justice de Hammurabi, et visant à prolonger son souvenir dans l'avenir. Pris dans l'ensemble, ce texte « est l'exemple le plus frappant des stratégies d'auto-représentation de (Hammurabi) conçues pour présenter le roi en tant que berger des multitudes, souverain d'un royaume incroyablement vaste sanctifié par l'autorité divine et maître de la justice et de la droiture » (P. Michalowski).
Les « lois », définies dans le texte comme des « jugements justes », sont donc la manifestation des qualités du roi juste. Mais leur présence dans le texte interroge aussi sur leur utilisation. Divisées par les historiens modernes en 282 « articles », elles sont arrangées de façon thématique, abordant divers sujets : pratiques judiciaires, atteintes à la propriété, structures agraires, affaires financières, droit de la famille, délits de coups et blessures, dispositions sur diverses professions et propriété des esclaves,. Il semble qu'un bon nombre de ces lois ait été rédigé à partir d'affaires ayant effectivement été jugées par Hammurabi. Certains spécialistes y voient donc un ensemble de précédents issus de la jurisprudence royale, devant servir d'exemples, de modèles. Cependant, sans preuve déterminante de leur application dans les jugements connus par les autres textes cunéiformes de la même époque, ils ne vont pas plus loin. Mais d'autres le font en les analysant comme des sortes de rescrits, des solutions générales dégagées à partir de cas particuliers, effectivement destinés à être appliqués par des juges. La question de l'utilisation juridique et judiciaire du Code reste donc posée,,,.
S'il n'y a aucun exemple explicite d'utilisation du Code par des juges, certaines tablettes indiquent au moins que des décisions royales sont conservées et copiées par des juges, de façon à servir pour aider à juger des affaires. Elles fonctionnent comme des rescrits, qui, dès lors qu'ils sont prononcés par le roi, garant de la justice, ont une valeur normative. Selon D. Charpin, « ainsi, même lorsque le roi en personne ne rendait pas la justice, celle-ci était-elle au moins indirectement son œuvre. » Une lettre adressée par Hammurabi à Sin-iddinam relative à d'anciens fonctionnaires du royaume de Larsa qui avaient déserté et s'étaient réfugiés à Babylone durant le conflit entre les deux mentionne l'application d'un nouveau droit dans les territoires conquis, manifestement celui de Babylone (peut-être le Code ou un recueil législatif antérieur) qui a remplacé celui de Larsa, :

« Dis à Sin-iddinam : ainsi (parle) Hammurabi.

Voici que je t’envoie Eri[…] avec des fonctionnaires qui sont en poste à la porte du palais mais qui ont déserté. Quand ils t’auront rejoint, examine leur affaire, élucide leur cas et rends-leur un verdict conforme au droit (dīnum) qui prévaut maintenant dans l’Emutbalum. Veille à les traiter de manière équitable. »

« § 122 : Si quelqu'un veut donner en garde de l'argent, de l'or ou quoi que ce soit à quelqu'un (d'autre), il montrera à des témoins tout ce qu'il veut donner, il fera un contrat et (alors seulement) il pourra donner en garde.

§ 128 : Si quelqu'un a pris une épouse mais ne lui a pas établi de contrat, cette femme n'est pas épouse.
Cela indiquerait qu'il y a aussi dans l’œuvre législative de Hammurabi des objectifs de modification et d'unification des différentes coutumes qui existent dans les territoires qu'il a rassemblés sous sa coupe, au moins dans certains domaines qui préoccupent le plus le monarque, car le Code ne concerne pas tous les aspects de la vie juridique, loin de là. Du reste, ces objectifs restent en bonne partie théoriques. D'une manière générale, le but des lois semble être au moins de définir les usages d'un droit écrit, avec des tablettes scellées authentifiables par des témoins ; de prévoir des obligations de responsabilité sociale de la part des sujets du royaume ; et de définir le rôle des institutions locales en rapport avec les individus en encadrant plus leur action, notamment dans l'exercice de la justice — peut-être pour les affaiblir.

## Guerres et armée

### Le roi de guerre
La guerre a une place importante dans l'idéologie de la royauté mésopotamienne. Selon l'idéologie de l'époque, l'appui des dieux est nécessaire à la victoire, et Hammurabi sollicite leur avis par des procédures divinatoires avant d'entreprendre un combat. Un hymne pour le roi qui s’apparente à un texte oraculaire l'invite à passer à l'action et à étendre son royaume et son renom sur toute la terre, car il a reçu l'approbation des grandes divinités :
« Enlil t'a donné un destin héroïque – toi, qu'est-ce que tu attends ?

Sîn t'a donné la suprématie – toi, qu'est-ce que tu attends ?

Ninurta t'a donné une arme noble – toi, qu'est-ce que tu attends ? 

Ishtar t'a donné bataille et conflits – toi, qu'est-ce que tu attends ?

Shamash et Adad veillent sur toi – toi, qu'est-ce que tu attends ? (...)

Établis ta victoire ! 

Élève-toi dans les quatre contrées du monde, afin que ton nom soit invoqué (pour toujours) ! »
Sa capacité à triompher est une vertu royale, un autre hymne exprimant sa puissance et son rôle pacificateur :

« Hammurabi, le roi, héros puissant, exterminateur des ennemis, déluge des combats, qui met fin aux discordes, qui détruit les soldats comme des figures d'argile. »

Mais Hammurabi a-t-il pour autant été un roi belliqueux ? Son règne est marqué par de nombreux conflits, mais ses inscriptions ne cherchent pas à le présenter comme un va-t-en-guerre, au contraire : il s'y montre plutôt comme contraint à prendre part à des conflits militaires, malgré lui. La période amorrite est assurément marquée par une grande division politique et d'incessants conflits entre États, au point que S. Richadson y voit la « période des Royaumes combattants » de la Mésopotamie. Dans ce contexte, Hammurabi semble surtout avoir réalisé ses conquêtes en profitant des opportunités qui s'offraient à lui, sans projet impérialiste réfléchi à l'avance.
Lors des guerres, le roi se tient au courant de l'évolution des opérations, commande les mouvements de ses troupes et communique avec ses alliés. Certaines des rares lettres de Hammurabi mises au jour à Mari informent son allié Zimri-Lim et ses subordonnés des dernières nouvelles de la campagne contre l'armée élamite, de manière à coordonner les actions des troupes coalisées ; ainsi celle-ci dans laquelle il informe un subordonné du roi de Mari qu'il a reçu des informations d'un fugitif sur le fait qu'après avoir pris la ville de Mankisum les troupes ennemies se sont mises en déplacement, ce qui l'a incité à déplacer ses propres troupes afin de stopper leur progression :

« Dis à Buqâqum : ainsi (parle) Hammurabi.

Un fugitif s’est enfui du pays d’Eshnunna et il m’a donné l’information suivante : « [La troupe (ennemie)] qui est rassemblée à Mankisum se dispose à attaquer la rive de l’Irnina. » Telle est l’information qu’il m’a donnée. Je viens d’écrire à Nidnat-Sin et à Ilân-shemeʾa d’aller avec leurs troupes à la rive de l’Irnina et de se tenir prêts. [À présent], Nidnat-Sin et Ilân-shemeʾa vont partir avec leurs troupes ; de la sorte ils demeureront sur la rive de l’Irnina jusqu’à ce que tu apprennes des nouvelles de cette troupe, puis ils partiront vers leur position, et j’enverrai avec eux à Rapiqum la troupe de renfort pour laquelle tu m’avais écrit. »

Il semble qu'il soit attendu que le roi passe en revue ses troupes avant le combat, la guerre étant une des principales occasions durant lesquelles un souverain est en contact avec son peuple. Une lettre de Mari rapporte la harangue que prononce Hammurabi devant ses soldats avant l'assaut de Mashkan-shapir, dans laquelle il proclame être dans son bon droit face à son ennemi, Rim-Sin de Larsa, ce qui a été confirmé par des consultations oraculaires auprès de Marduk et de Shamash, et demande en même temps la clémence si la ville capitule :

« (début manquant) Telles sont les mauvaises paroles que Rim-Sin [a exprimées]. Il n’y a personne d’autre, en dehors des grands dieux qui sont venus à mon secours, et Zimri-Lim, le roi Sim’alite, qui m’a donné et redonné la vie. Maintenant, le Larséen a mécontenté(?) mon pays à force de pillage. Depuis que les grands dieux [ont arraché] de ce pays l’emprise de l’Élamite, j’ai accordé de nombreuses faveurs au Larséen mais il ne m’a pas récompensé par un bienfait. Maintenant, je me suis plaint à Shamash et Marduk et ils m’ont sans cesse répondu “oui” : je n’ai pas effectué cette attaque sans (l’accord) de la divinité ».

Il a parlé à ses troupes en ces termes : « Allez ! Que la divinité marche devant vous ! Si (lorsque) vous arrivez, la ville s’ouvre devant vous, recevez sa capitulation ! Bien qu’elle ait méprisé le serment par Shamash et Marduk, ne [nuisez] en rien à cette ville ! Si cette ville ne s’ouvre pas, […] et écrivez-moi ». Telles sont les instructions […] qu’il a données à ses soldats. »

### L'organisation des troupes
Au regard des nombreux conflits qui ont émaillé le règne de Hammurabi, il n'est guère surprenant que les préoccupations sur les moyens militaires (recrutement, financement de l'équipement, aide des royaumes alliés) ressortent à plusieurs reprises de la documentation le concernant. À cette période, les soldats de métier, qui constituent le socle de l'armée, sont rémunérés comme d'autres serviteurs du palais par le système de l’ilkum, c'est-à-dire qu'ils reçoivent une terre dont les revenus doivent servir à leur entretien et leur équipement. Le problème étant de conjuguer la mise en valeur de la terre, qui impose d'être présent au moins une partie de l'année, avec les campagnes militaires qui mobilisent les soldats souvent loin de chez eux et longtemps. Une longue partie du Code de Hammurabi (§ 26-41) est de ce fait consacrée à la situation des soldats. Ils y sont divisés en deux catégories : le rēdum, littéralement « celui qui suit », une sorte de fantassin, et le bā'irum, littéralement « pêcheur », un soldat qui patrouille sur des bateaux (sur les cours d'eau). Le Code prévoit les cas où un soldat choisit de confier l'exploitation de sa terre de service par un autre, ou bien les cas où il est fait prisonnier et doit alors être remplacé par son fils. La désertion est punie de mort,.
Les tablettes de Larsa renvoient aussi à ses préoccupations : des tablettes de rôle indiquent qu'après l'annexion du territoire, Hammurabi fait procéder à un recensement qui semble destiné à savoir qui peut être mobilisé,. Le gouverneur Sin-iddinam est régulièrement sollicité pour lever des troupes. Shamash-hazir est quant à lui chargé d'attribuer des terres du domaine royal à des soldats.
Plusieurs articles du Code prévoient également la question du rachat de prisonniers de guerre, souvent effectué par des marchands en déplacement à l'étranger, qui reçoivent ensuite une compensation. Une lettre de Larsa documente également une telle situation, :

« Dis à Lushtamar-Zababa et Belanum : ainsi (parle) Hammurabi.

Sin-ana-Damrum-lippalis, fils de Maninum, que l'ennemi a capturé, – donnez à son marchand 10 sicles d'argent provenant du temple de Sin et rachetez-le. »

L'armée de Hammurabi intègre également des contingents étrangers, les troupes fournies par Mari lors des guerres contre l'Élam et contre Larsa étant les mieux documentées. Elles gardent un commandement séparé, et les lettres des officiers mariotes à leur souverain sont une source essentielle pour reconstituer le conflit contre Larsa. Une missive décrit la réception d'un de ces contingents par Hammurabi en personne, qui assiste à leur parade puis leur offre des présents. D'autres tablettes documentent les problèmes de ravitaillement de ces troupes, et d'autres que Hammurabi a de son côté envoyées à Mari.

## Activités diplomatiques
Les textes mis au jour à Mari permettent de reconstituer les pratiques diplomatiques de l'époque de Hammurabi, activités qui sont également documentées par d'autres archives proches dans le temps, mais ne donnant pas d'informations sur Hammurabi.

### Un acteur majeur du concert international
Les relations diplomatiques sont alors régies par une hiérarchie stricte : il existe des rois de premier rang et des rois de rang secondaire. Hammurabi fait partie des premiers, au même titre que les rois de Mari, du Yamhad (Alep), de Qatna, de Larsa, d'Eshnunna, et d'Élam (ce dernier étant même apparemment encore un rang au-dessus des autres, au moins avant sa défaite). Dans le vocabulaire diplomatique de l'époque, ils se considèrent comme des « frères ». En revanche les rois de rang secondaire sont leurs « fils », et ils doivent les considérer comme leurs « pères ». Hammurabi rappelle cela lors d'une audience avec les messagers de son « fils » Ishme-Dagan d'Ekallatum :

« Aux rois qui m’écrivent en tant que fils, toi, écris-leur en tant que frère. À Zimri-Lim (le roi de Mari) qui m’écrit en tant que frère, toi, écris-lui en tant que fils. »

### Messagers et audiences
Les relations normales entre les cours de l'époque passent par la circulation de messagers représentant le souverain qui les mandate à la cour d'un autre roi (il n'y a pas d'ambassades permanentes). Ils peuvent être chargés de porter les présents que s'échangent entre eux les rois, ou encore des négociations entre les deux cours. Les messages sont généralement transmis lors d'audiences royales, qui sont souvent (mais pas toujours) ouvertes aux représentants des autres cours étrangères. Ceux du roi de Mari à la cour de Babylone peuvent ainsi tenir leur maître informé des tractations qu'ils ont avec le roi babylonien pour son compte, mais aussi l'informer sur les activités diplomatiques qu'ils observent à la cour babylonienne, qu'elles soient publiques ou secrètes (car ils ont également des informateurs). Ces lettres rapportent différentes réceptions royales, parfois émaillées d'incidents, comme dans ce cas-ci où les Mariotes se plaignent de ne pas être traités avec la même déférence que les représentants du royaume du Yamhad, alors qu'ils sont également des émissaires d'un roi de premier rang. Cela crée un esclandre et une dispute avec Sin-bel-aplim, le ministre de Hammurabi chargé de la réception des ambassades étrangères, et le roi de Babylone intervient finalement personnellement :

« Dis à mon Seigneur (Zimri-Lim de Mari) : ainsi parle La'um, ton serviteur : 
Nous sommes entrés pour le repas devant Hammurabi. Nous sommes entrés dans la cour du palais. Zimri-Addu, moi-même et Yarim-Addu nous trois seuls, on nous a revêtus d'habits et les Yamhadéens qui sont entrés avec nous, on les en a vêtu tous. Comme il avait vêtu tous les Yamhadéens alors qu'il ne l'avait pas fait pour les secrétaires, serviteurs de mon seigneur, moi j'ai dit à Sin-bel-aplim à leur propos : « Pourquoi cette ségrégation de ta part envers nous, comme si nous étions des fils de truie ? Nous, de qui donc sommes nous les serviteurs et les secrétaires, de qui (le sont-ils) ? Nous tous, nous sommes serviteurs d'un roi de premier rang. Pourquoi faites-vous étrangères la droite avec la gauche ? »
Voilà ce que j'ai dit vivement à Sin-bel-aplim. Moi-même je me suis pris de bec avec Sin-bel-aplim et les secrétaires, serviteurs de mon Seigneur, se sont fâchés et sont sortis de la cour du palais. On a dit l'affaire à Hammurabi et par la suite on les a vêtus d'habits. Une fois qu'ils furent vêtus Tab-eli-matim et Sin-bel-aplim m'ont fait des reproches et m'ont tenu ce langage : « Voici ce que (te) dit Hammurabi : “Tu ne cesses, dès potron-minet, de me chercher noise. As-tu donc la charge d'être le censeur de mon palais concernant les habits ? Je vêts qui me plaît et ne vêts point qui me déplaît. Je ne vêtirai pas une autre fois de (simples) messagers à l'occasion d'un repas !” » 
Voilà ce qu'a dit Hammurabi : mon Seigneur en est informé ! »

On sait par d'autres exemples que Hammurabi traite les messagers étrangers en fonction des relations qu'il entretient avec leur souverain : les messages élamites sont ainsi mis à la portion congrue quand les deux pays sont en guerre, puis mieux traités une fois que les troupes élamites ont quitté la Mésopotamie.
D'autres fois Hammurabi sait montrer sa gratitude envers les diplomates de Mari, notamment lorsque l'un d'eux, en poste à la cour du Yamhad (Alep), a facilité son alliance avec le roi local, son homonyme Hammurabi. Hammurabi convoque alors le représentant du roi de Mari à sa cour :

« Hammurabi (de Babylone) a donné de bons messages aux messagers […] yamhadéens et qatnéens. Une fois que ces messagers eurent reçu leur mission et qu'ils furent partis, c'est moi qu'il a convoqué et il m'a tenu le langage suivant : « Si ton seigneur (le roi de Mari) n'avait pas envoyé Hammi-shagish, son serviteur de confiance, Hammurabi (d'Alep) aurait traîné concernant le serment par le dieu. À présent, Hammi-shagish l'a entrepris par ses propos et il lui a fait prêter serment par les dieux. »

### Accords diplomatiques
Les accords diplomatiques sont en effet monnaie courante dans le Moyen-Orient amorrite, et le moment de formation de la coalition contre l'Élam voit plusieurs accords être négociés et le cas échéant conclus par Hammurabi. Ces alliances ne donnent pas forcément lieu à des textes écrits, même si ont été conservées des tablettes de protocoles de serments (et non des traités de paix à proprement parler) qui contiennent les dispositions principales de l'accord et les dieux invoqués en tant que garants de l'alliance. Ils sont rédigés de façon unilatérale : chacun des partenaires envoie à l'autre les engagements qu'il souhaite le voir prendre. L'élément le plus crucial est le rituel de prestation de serment, marqué par une gestuelle précise et un serment par les dieux, devant des symboles divins.
Une lettre de Mari rapporte le déroulement de la conclusion de l'alliance entre Hammurabi et Silli-Sîn d'Eshnunna. Elle permet notamment de reconstituer les différentes étapes de la conclusion d'un accord diplomatique lorsque les deux monarques ne se rencontrent pas : le roi de Babylone adresse à son homologue une « petite tablette » qui comprend le projet de protocole de serment ; puis le roi d'Eshnunna doit faire un engagement solennel (littéralement « toucher de gorge », lipit napištim, peut-être une allusion à un geste rituel) ; il adresse à son tour une petite tablette à Hammurabi qui s'engage solennellement ; une « grande tablette » contenant le serment définitif que Silli-Sîn doit jurer est rédigée à Babylone et expédiée à Eshnunna où le roi prête un « serment par les dieux » (nīš ilī), marquant son engagement effectif ; une grande tablette est rédigée à Eshnunna contenant le serment définitif de Hammurabi, qui la réceptionne et prête à son tour serment par les dieux. Les deux rois ont alors établi une alliance officielle (rikšatim),.
Les tractations concernant l'accord diplomatique entre Hammurabi et Zimri-Lim contre l'Élam et son roi Siwepalarhuhpak sont documentées par plusieurs textes. Pendant un temps, le litige entre les deux royaumes au sujet de la domination de la ville de Hit fait obstacle, mais il est mis de côté de façon à ne pas faire obstacle à l'alliance. Ensuite interviennent des problématiques liées aux gestes et au moment de la prestation de serment. Une lettre indique que Hammurabi a des remarques sur la dureté des malédictions figurant dans l'accord, des punitions divines censées s'abattre sur celui qui enfreindrait le contrat, et une autre sur le fait que le roi babylonien refuse de s'engager le 25 du mois, apparemment un jour jugé néfaste pour invoquer le nom du dieu-lune Sin, et prête serment trois jours plus tard devant son conseil :

« Hammurabi a pris connaissance de la malédiction de la tablette du serment [et il m’a écrit ainsi] : « La malédiction de cette tablette est très dure ! [Ce n’est pas à] méditer [en soi-même], ce n’est pas (non plus) à faire entendre oralement ! Certes, il y a des tablettes de serment depuis (le temps) de Sumulel (et) Sin-muballiṭ mon père et depuis que [moi] je suis monté sur le trône de la maison paternelle, à Samsi-Addu et à de nombreux rois j’ai prêté un serment ; ces tablettes « existent », mais elles ne sont pas dures comme cette tablette de serment ! Voilà que je viens d’envoyer chez ton Seigneur mes dieux et mes serviteurs pour la prestation de serment. Qu’il retourne une réponse à ma tablette, quand il aura juré le serment sur mes dieux, pour que je prête serment. » À présent, qu’une réponse à sa tablette arrive rapidement chez lui. Que je lui fasse [jurer] le serment dès que mon Seigneur me l’écrira. »

« À notre seigneur dis ceci : ainsi (parlent) Abumekin et La’um, tes serviteurs.

Je suis arrivé à Babylone et j’ai exposé toute l’affaire devant Hammurabi.

Je l’ai entrepris au sujet de l’engagement sur la vie, mais au sujet de Hit il a fait complètement obstacle. Il a cherché à me faire quitter le sujet mais je n’y ai pas consenti, j’ai conduit l’affaire comme il convenait, j’ai pu faire face et j’ai fait jeu égal avec lui. (Le cas de) Hit reste à juger.

Le 25, il ne s’est pas engagé par serment sur sa vie en disant « Si Sin n’était pas … dans la tablette d’engagement sur la vie, c’est le 25 que je me serais engagé sur ma vie mais étant donné que Sin … je ne m’engagerai pas sur ma vie le 25 et ton maître doit jurer de la même façon. Qui, (dans ces conditions) accepterait de faire jurer ? » Le 27, j’ai versé l’eau sur ses mains. Le 28, au cours de son conseil Hammurabi a juré par les dieux pour mon seigneur, que mon seigneur sache cela. Après (avoir envoyé) cette tablette, je prendrai la tête des divinités de mon seigneur, vers […] je placerai devant [mon seigneur(?)]. »

Le protocole de serment prêté par Hammurabi a été conservé par son partenaire, Zimri-Lim, et retrouvé dans les archives de Mari. De façon symétrique Hammurabi a dû conserver dans ses propres archives le protocole de serment de Zimri-Lim.

« Jure par Shamash des cieux, jure par Addu des cieux, par ces dieux-là, Hammurabi, fils de Sin-muballit roi de Babylone (en ces termes) ! 
À compter de ce jour, pour ma vie entière je serai en guerre avec Siwepalarhuhpak. Je ne ferai pas prendre la route à des serviteurs à moi, comme messagers, avec des serviteurs à lui et ne les lui dépêcherai pas ! 
Je ne ferai pas la paix avec Siwepalarhuhpak, sans l'aveu de Zimri-Lim roi de Mari et du pays bédouin. Si, avec Siwepalarhuhpak, je me propose de faire la paix, je jure d'en délibérer avec Zimri-Lim roi de Mari et du pays bédouin (pour savoir) s'(il faut) ne pas faire la paix. Je jure que c'est de concert que nous ferons la paix avec Siwepalarhuhpak ! 
C'est avec de bons sentiments et sincérité complète que je formule ce serment par mes dieux, Shamash et Addu, qui est juré à Zimri-Lim fils de Yahdun-Lim roi de Mari et du pays bédouin et que je m'approche de lui. »

Les mariages interdynastiques sont un autre aspect important des alliances diplomatiques. Concernant Hammurabi, seul est connu le mariage entre une de ses filles et le roi Silli-Sîn d'Eshnunna, qui doit se produire lorsque l'alliance entre les deux est conclue.

## Grands travaux
Une autre activité caractéristique essentielle de la fonction royale mésopotamienne à laquelle se livre Hammurabi sont les grands travaux d'aménagement, qui concernent les campagnes et les villes,.
Le creusement de canaux servant pour l'irrigation et le transport revient souvent dans les noms d'années des rois de l'époque amorrite, et Hammurabi ne déroge pas à la règle. Ainsi l'an 33 de son règne célèbre la réalisation d'un canal nommé en son honneur, « Hammurabi (apporte) l'abondance au peuple » (en akkadien Ḫammu-rabi nuḫuš nishī) :

« Année où le roi Hammurabi creusa le canal « Hammurabi (apporte) l'abondance au peuple, le bien-aimé d'(An) et d'Enlil » ; il fournit de l'eau pérenne en abondance pour Nippur, Eridu, Ur, Larsa, Uruk et Isin ; […],. »

Cette construction est à mettre en rapport avec les différents travaux entrepris dans les territoires de l'ancien royaume de Larsa après sa conquête. Comme le nom du canal l'indique, dans l'idéologie royale cela concerne la capacité du bon souverain à assurer la prospérité de son peuple. Deux autres noms d'années, plusieurs inscriptions commémoratives ainsi que le prologue du Code de Hammurabi rapportent des entreprises similaires.
Les souverains mésopotamiens entreprennent également souvent des constructions ou réfections de murailles, assurant ainsi la protection du peuple. Plusieurs inscriptions de Hammurabi font référence à de tels travaux à Sippar, une des deux villes (avec Larsa) ayant le dieu-soleil Shamash pour divinité tutélaire. Cette construction est de plus l'objet du nom de l'année Hammurabi 23, « Année où (il stabilisa) les fondations de la muraille de Sippar »,. L'ouvrage porte là encore un nom en l'honneur du roi, « Sur l'ordre de Shamash, que Hammurabi n'ait point d'adversaire ! », invoquant la protection que lui accorde le dieu local. L'inscription suivante relate cette construction, également le creusement d'un canal et des exemptions accordées aux gens de Sippar, là encore des aspects de la figure du roi « bon pasteur » de son peuple, qui en retour doit adresser aux dieux des prières pour le bien-être du roi, et préserver son souvenir pour toujours :

« Lorsque Shamash, le grand seigneur du ciel et de la terre, le roi des dieux, m'eut regardé joyeusement avec son visage bienveillant, moi, Hammurabi, le prince, son favori ; qu'il m'eut accordé une royauté perpétuelle, un règne de longue durée ; qu'il m'eut affermi les fondements du pays qu'il m'avait donné à gouverner ; qu'il (m')eut ordonné de sa bouche sainte et immuable de faire habiter les gens de Sippar et de Babylone dans une demeure paisible, il me chargea solennellement de bâtir le rempart de Sippar (et) d'en élever le faîte.

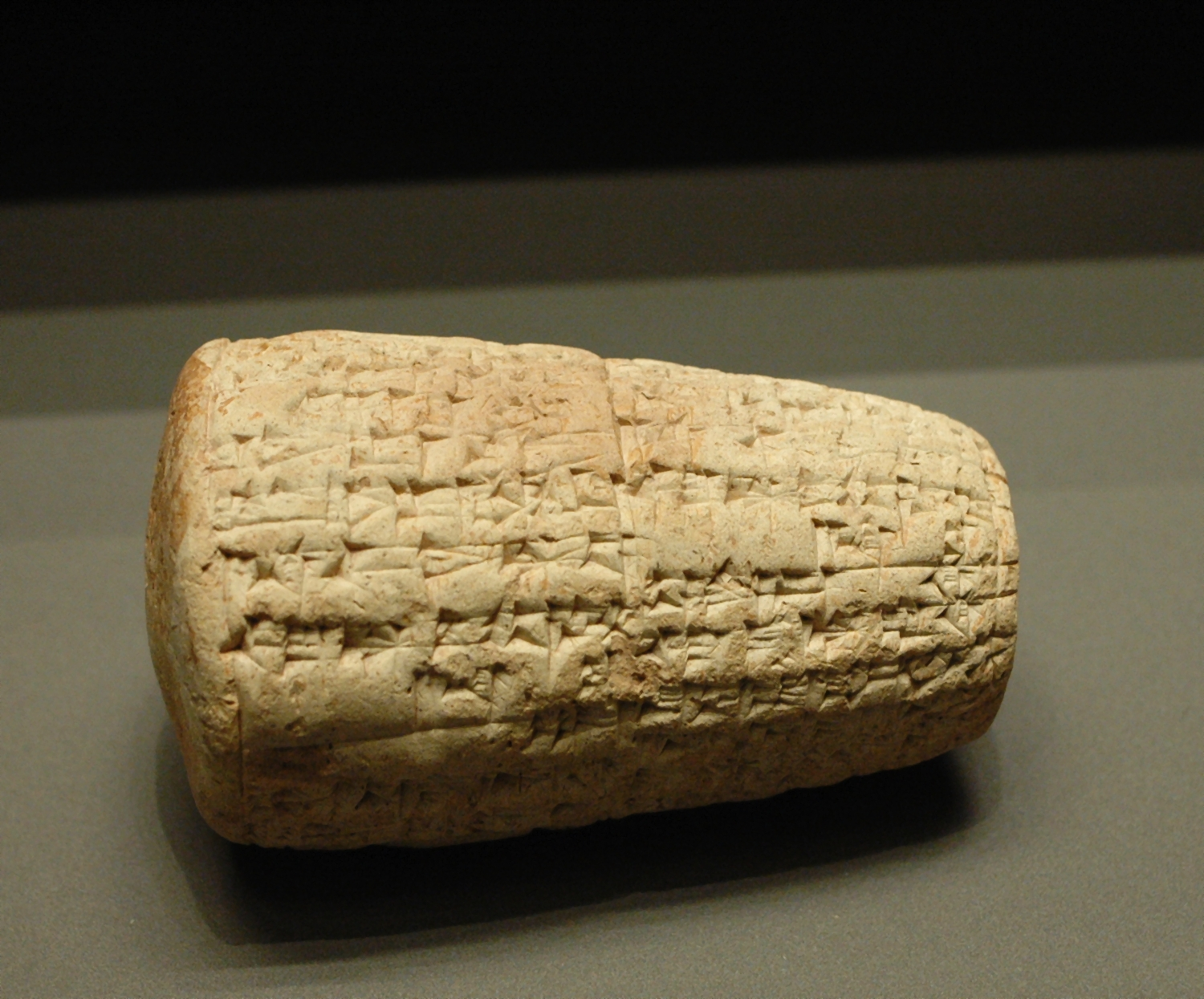
Cône d'argile rapportant la construction de la muraille de Sippar par Hammurabi (un des exemplaires du texte traduit à côté). Musée du Louvre.

Alors moi, Hammurabi, le roi fort, le roi de Babylone, qui écoute Shamash avec révérence, le bien-aimé d'Aya, qui contente le coeur de Marduk, son maître, avec la force éminente que Shamash m'avait donnée, en mettant sur pied la troupe de mon pays, j'élevai avec de la terre, comme une grande montagne, le faîte des fondations du rempart de Sippar. Ce que de toute éternité aucun roi parmi les rois n'avait bâti, pour Shamash, mon maître, je (le) lui bâtis magnifiquement. Ce rempart a pour nom : « Sur l'ordre de Shamash, que Hammurabi n'ait point d'adversaire ! »

Au cours de mon règne favorable que Shamash avait décrété, de Sippar, la ville antique de Shamash, j'exemptai le peuple de la corvée pour Shamash. Je creusai son canal. Je procurai à son territoire des eaux perpétuelles. J'accumulai la richesse et l'abondance. Pour les gens de Sippar j'instaurai la joie ; ils prient pour ma vie. J'ai fait ce qui plaisait à Shamash, mon maître, et à Aya, ma maîtresse. Dans la bouche des gens j'ai mis mon nom pour qu'ils le glorifient chaque jour comme (celui) d'un dieu (et) qu'il ne soit pas oublié pour l'éternité. »

## Personnalité et compétences politiques
Les tablettes de Mari, qui sont les seuls documents à montrer Hammurabi par ses actes et ses paroles au quotidien, révèlent un négociateur habile et peu enclin à faire place aux volontés de ses alliés, même quand il a besoin de leur appui. S'il dispose manifestement d'une armée efficace, il est également un diplomate astucieux. Cela ressort notamment au sujet des tractations autour de la ville de Hit, disputée entre Babylone et Mari, qui font un temps obstacle à l'alliance entre les deux malgré l'invasion élamite, qui menace directement Babylone et face à laquelle elle a un besoin de l'appui de Mari. Le sujet est laissé en suspens de façon à permettre l'alliance, ce qui n'empêche pas Hammurabi de repousser les demandes mariotes et de rappeler ses prétentions sur la ville et leur justification, à savoir le fait que la ville ait du naphte nécessaire à l'étanchéité des bateaux, moyen de transport crucial dans le Sud mésopotamien en raison de ses nombreuses voies fluviales. Cela souligne par ailleurs que le roi babylonien a pleinement conscience des enjeux sur l'accès aux matières premières nécessaires à son pays,. Ainsi que le rapporte un émissaire de Mari à son roi :

« (Hammurabi :) « … la ville de Hit […] et c’est au sujet de cette ville que les plus grandes difficultés ont [été faites.] Depuis quatre ans cette affaire n’est pas réglée entre Zimri-Lim et moi : il n’y a pas […] ; que l’affaire de la frontière (soit remise à) plus tard. Enlevez Hit de la tablette d’engagement sur la vie, que je puisse m’engager par serment, puis prenez la tête de(s) troupes et faites route. Lorsque le but sera atteint, qu’alors les rois nos frères siègent et nous rendent un jugement : je me soumettrai au jugement qu’ils prononceront. » Voilà ce qu’il m’a déclaré et je lui ai répondu ainsi : « Mon seigneur a réuni pour toi les secours du pays tout entier et mon seigneur a marché contre l’adversaire et l’ennemi qui te cernaient, pour l’abattre et pour arracher du pays d’Akkad la griffe de l’ennemi. Pour (tout) le bien (que t’a fait) mon seigneur, renonce à ces villes qui sont le lot de mon seigneur et, par les eaux courantes du fleuve, fais-lui une faveur et quand tout va pour le mieux, ne suscite pas un sujet de mécontentement que l’affaire ne tourne pas à l’a[ffrontement]. » Voilà ce que je [lui ai ré]pondu. (Il a dit) : « C’est ce qui me préoccupe que je vous dis ; s[i(?) …] … pourquoi aurais-je désiré Hit ? La force de votre pays, (ce sont) les ânes et les chariots mais la force de ce pays ce sont les bateaux. C’est justement pour le bitume et la naphte que je désire vraiment cette ville ; pour quelle autre raison ai-je désiré cette ville de lui ? En échange de Hit, je prêterai l’oreille à tout ce que Zimri-Lim m’écrira ». Hammurabi a affirmé ses prétentions sur Hit en disant : « quand … […] à Hit [je] ne [renoncer]ai pas ». »

Il sait donc utiliser à son avantage ses alliés tout en leur donnant le minimum possible, ce dont Mari fait les frais. Il fait également respecter son statut et ne s'en laisse pas conter par les rois d'un rang inférieur au sien. Une lettre rapporte par exemple une audience tendue entre Hammurabi et des émissaires d'Ishme-Dagan d'Ekallatum, allié de longue date et parent éloigné de Hammurabi. L'échange a trait à diverses plaintes d'Ishme-Dagan, d'abord sur le fait qu'il n'a pas reçu de troupes de Hammurabi à l'inverse d'autres rois du nord de la Mésopotamie, malgré l'aide qu'il lui a accordé par le passé. Puis viennent des récriminations à propos de Mari que les messagers d'Ekallatum cherchent apparemment à occulter. Tout cela provoque plusieurs accès de colère à Hammurabi :

« Hammurabi leur a répondu ceci : « À [qui] ai-je donné des troupes ? Dites, dites ! » S’étant approché, il a répété 5 fois ou 6 fois (sa question), les forçant à dire : « Tu [as donné] des troupes à Atamrum (un roi du nord de la Mésopotamie) ! » Et Hammurabi leur a répondu : « Quelle troupe ai-je donnée à Atamrum ? C’est une troupe de 3 ou 400 hommes (seulement) que j’ai fait conduire à Atamrum, et la troupe […] (Lacune).

Hammurabi [leur a répondu : « Pourquoi cachez-vous le reste de] votre rapport ? [Dites-moi votre rapport en entier] ». Ils ont dit ceci : « […] »… Il a dit ceci : « Il y a sûrement une autre nouvelle dont vous êtes porteurs ». Eux de dire : « Non, [nous n’avons pas caché] un rapport secret que ton serviteur (Ishme-Dagan) t’aurait envoyé. Ne nous fais pas violence : notre seigneur s’étend sous tes pieds comme une carpette. Même s’il y a un autre roi qui te révère, il ne t’écrit pas de tels messages de soumission. »

Comme les messagers d’Ishme-Dagan avaient dit cela, Hammurabi leur répondit en ces termes : « Puisque vous ne voulez pas achever votre rapport, que mon serviteur qui est venu avec vous achève votre rapport ! » Hammurabi a convoqué son serviteur qui était venu avec et il lui a dit : « Puisqu’ils ne veulent pas achever le rapport dont ils étaient chargés, à ton tour ! Toi, achève leur rapport ! »

Le serviteur d’Hammurabi qui était venu avec eux(!) [vint] ; après qu’il eut répété le rapport que les messagers d’Ishme-Dagan avaient délivré, il le compléta en ces termes : « Zimri-Lim, à qui tu me fais écrire en tant que fils, [cet homme] n’est-il pas mon serviteur ? Il ne demeure pas sur un trône élevé(?) ; je n’ai donc pas écrit de [salutations] élevées. »

À ces mots, Hammurabi s’écria : « Quel scandale ! » Les messagers d'Ishme-Dagan ont nié ce rapport […] »

On a donc un rare aperçu de la personnalité de Hammurabi, qui apparaît ici sous un jour colérique, impatient et menaçant pour les émissaires d'Ekallatum, une personnalité « volatile » selon K. Radner. Une autre lettre de Mari montre qu'il n'hésite pas à rabaisser et à menacer publiquement un roi envers lequel il éprouve manifestement une forte inimitié :

« À son arrivée, le chargé-de-mission du fils d'Aplahanda, sire de Karkemish, a demandé des danseuses. Mais Hammurabi a répondu : « (S')il manque vraiment de danseuses, c'est qu'il n'est pas de rang royal : pourquoi a-t-il porté la main sur les membres de (sa) famille ? Il doit mourir ! » Le fils d'Aplahanda va être furieux contre Hammurabi ! »

Au-delà de l'image de roi juste qu'il a souhaité laisser, Hammurabi a causé de nombreuses dévastations lors de ses conquêtes, et en raison de cela P. Michalowski souligne qu'il peut être vu comme un tyran. Par exemple, une lettre de provenance inconnue datant du conflit contre Larsa indique que les troupes babyloniennes ont détruit des récoltes dans une ville ennemie et que sa population n'a plus de quoi se nourrir. À plusieurs reprises Hammurabi ordonne des destructions, comme celle du palais de Mari, ainsi que des déportations de vaincus, comme après la révolte du Mutiabal. Mais d'un autre côté il ne s'agit pas d'actes inhabituels pour son époque, et rien n'indique qu'il soit plus brutal que les autres rois de son temps.
Les lettres adressées à ses subordonnés à Larsa le montrent comme un roi très impliqué dans les affaires de son royaume, proche de ses sujets selon M. Van De Mieroop :

« Le style de gestion de Hammurabi était très direct et les lettres indiquent que n'importe qui pouvait se tourner vers lui en cas de problème. Soit il rendait un verdict et ordonnait à ses fonctionnaires d'exécuter ses ordres, soit il leur demandait d'enquêter plus avant sur l'affaire. Rien ne semble avoir été trop trivial pour son attention. Il posait des questions sur de petits lots de terre, de simples serviteurs, etc. Certains universitaires ont vu cela comme le signe qu'il était un dirigeant tatillon, mais c'est un jugement erroné. Hammurabi remplissait correctement ses fonctions de roi. Il était là pour son peuple et chacun était autorisé à l'approcher. Cela créait un lien personnel entre le roi et son peuple. »

Pour P.-A. Beaulieu, ce degré d'implication pourrait révéler le fait qu'il cherchait à combattre la corruption et la constitution de fiefs qui menaceraient l'intégrité de son État, ce qui expliquerait alors son succès en tant que bâtisseur de royaume.
Hammurabi avait-il la volonté de constituer un empire à l'image de ceux des dynasties d'Akkad et d'Ur ? Il est impossible de trancher, mais au regard du déroulement des conquêtes, l'existence d'un projet mûrement réfléchi dès le début de son règne semble peu probable. Selon D. Charpin, « il est vraisemblable que l'empire fut le résultat, non pas tant d'une politique volontariste, que de l'utilisation habile d’opportunités successives ». La séquence de conquêtes donne l'impression d'une seule action militaire, non planifiée. L'expansion du royaume s'effectue en quelques années, partant d'une réaction de défense face à l'invasion élamite, puis se poursuivant par un enchaînement de conflits contre les grandes puissances rivales, sans apparemment démobiliser son armée. Cela revient à tout le moins à reconnaître à Hammurabi une grande habileté politique, et une capacité à utiliser du mieux qu'il le peut les opportunités offertes par le contexte international très ouvert à ce moment. Selon P.-A. Beaulieu :

« Il est tentant pour les historiens d'expliquer rétrospectivement le succès de Babylone en mettant en lumière des conditions économiques, géographiques ou environnementales qui auraient rendu son essor inéluctable. De tels facteurs jouent toujours un rôle dans l'histoire, mais aucun ne doit être considéré comme décisif et Hammurabi doit recevoir également un certain crédit individuel. Un chef moins capable et rusé aurait facilement pu échouer, laissant d'autres villes tenter d'unifier la Mésopotamie sous une seule administration. »

## Impact et héritage politiques
L’œuvre conquérante de Hammurabi est considérable : il élimine en quelques années les royaumes majeurs que sont Larsa, Mari et Eshnunna. Babylone était au début de son règne un royaume au territoire limité, faisant face à de nombreux rivaux. À sa mort c'est la puissance dominante de la Mésopotamie, et les deux autres royaumes majeurs du Moyen-Orient, Alep et l'Élam, plus éloignés, ne sont pas en mesure de lui causer du souci. Les victoires de Hammurabi ont pour conséquence durable de rompre l'équilibre des puissances qui était de mise depuis la chute de la troisième dynastie d'Ur, et qui avait permis aux dynasties amorrites de florir. Selon J.-M. Durand :

« La destruction d'abord d'Ešnunna, puis de Mari, alors que Larsa était tombée peu avant et que la puissance d'Ekallâtum n'était plus qu'un souvenir, mettait fin à l'équilibre des puissances amorrites entre elles. Ces victoires qui créèrent le premier empire babylonien étaient en même temps la cause de la destruction des centres régionaux qui étaient garants de l'existence même de la civilisation amorrite au Proche-Orient. »

Après la mort de Hammurabi, son fils Samsu-iluna (1749-1712 av. J.-C.) ne parvient pas à préserver l'empire dont il a hérité : plusieurs révoltes lui font perdre le sud du royaume (les anciens territoires de Larsa), qui se dépeuple, tandis que ses tentatives pour étendre et renforcer la domination babylonienne au nord ne débouchent pas sur des succès durables,. Néanmoins la dynastie de Hammurabi survit encore pendant plusieurs décennies. Le XVIIe siècle av. J.-C. voit les rois babyloniens suivants maintenir tant bien que mal leur contrôle sur le cœur du royaume, mais leur puissance décline inexorablement, face à l'émergence du Pays de la Mer au sud, et de dynasties kassites au nord. La dynastie est achevée par une attaque hittite en 1595 av. J.-C..
Les conquêtes et l'empire de Hammurabi sont donc de courte durée. Les révoltes auxquelles fait face Samsu-iluna, puis l'affirmation du Pays de la Mer, indiquent que les cités et régions vaincues n'avaient pas complètement accepté la perte de leur indépendance. L'unification de la Mésopotamie sous la coupe babylonienne est de ce fait un phénomène bref : elle démarre dans la seconde moitié de son règne, et son successeur la perd. Les régions conquises au nord de la Babylonie n'ont jamais été tenues de façon durable. Il peut néanmoins être considéré que Hammurabi pose les bases pour une unification de la Basse Mésopotamie, y reléguant les capitales des anciens royaumes au statut de villes provinciales, et que son œuvre s'inscrit plus largement dans une dynamique de long terme qui voit l'affirmation des États territoriaux au Moyen-Orient.

## Postérité

### Période antique

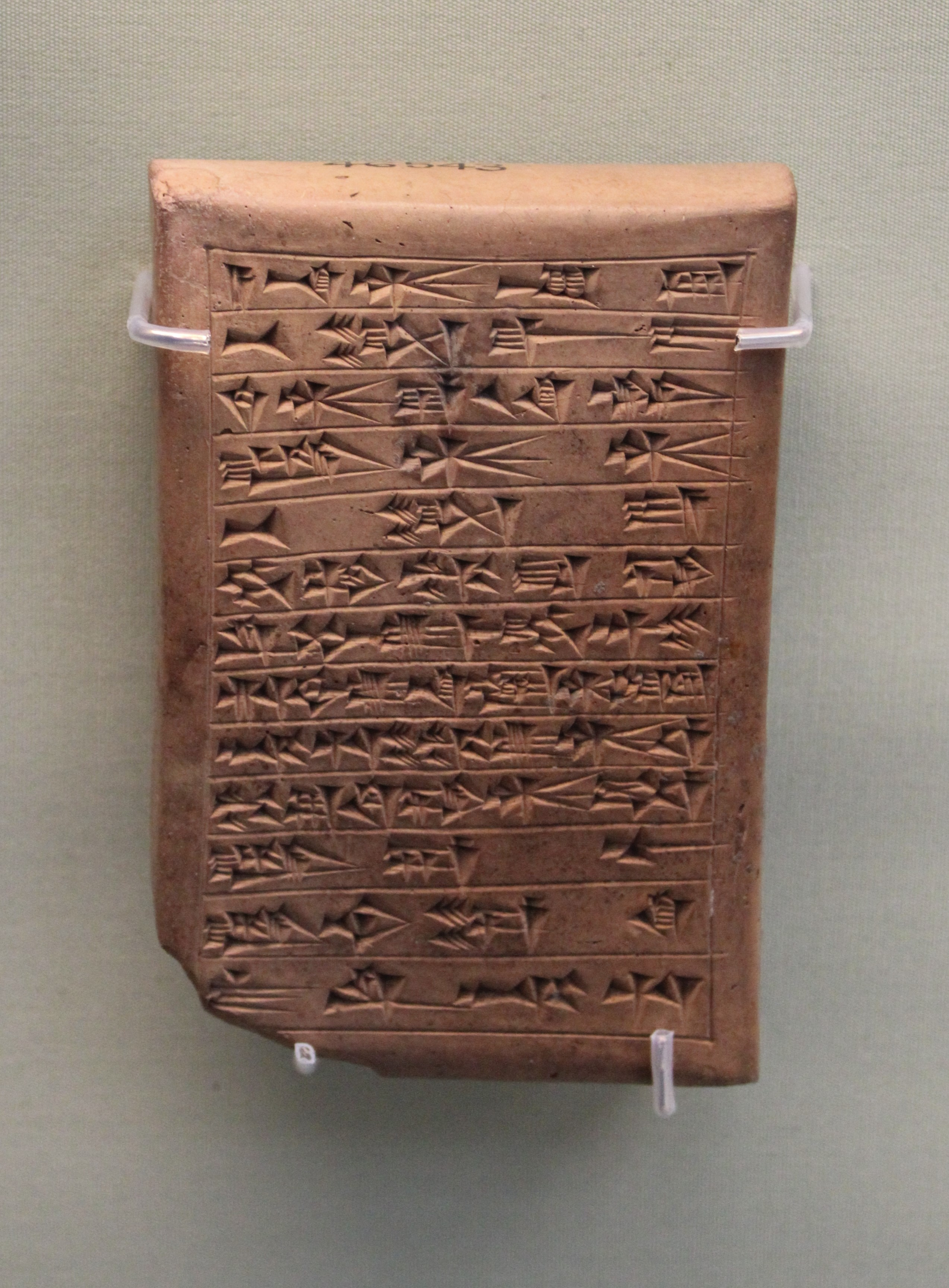
Copie d'une inscription de Hammurabi effectuée durant l'époque néo-babylonienne, imitant la graphie des signes de l'époque de l'original. British Museum.

Suivant les traditions de l'époque, les successeurs directs de Hammurabi l'intègrent après sa mort dans le culte dynastique et lui vouent des offrandes funéraires. On trouve également dans des tablettes de ces règnes des personnes portant des noms construits à partir du nom du roi (basilophores), comme un Hammurabi-ilī, « Hammurabi est mon dieu », sous Abi-eshuh, ce qui n'est pas forcément une preuve de la divinisation du roi, mais semblerait être une pratique de personnes travaillant dans l'administration souhaitant que leur dévouement au royaume se retrouve jusque dans leur nom. Par la suite, les rois babyloniens postérieurs qui restaurent des édifices sur lesquels Hammurabi a entrepris des travaux et laissé des inscriptions les retrouvent et en font mention, ce qui est une manière de s'inscrire dans sa continuité. Les inscriptions commémoratives du roi sont également recopiées par des scribes dans le cadre de leur apprentissage ou de recherches érudites, jusqu'au VIe siècle av. J.-C. au moins.
Un texte mésopotamien connu par une copie très fragmentaire d'époque moyenne (v. 1400-1100 av. J.-C.) mise au jour à Nippur, mais peut-être rédigé dès la fin du règne de Hammurabi ou sous celui de son successeur Samsu-iluna, que ses éditeurs ont surnommé « Actes de Hammurabi », relate les triomphes de ce roi, évoquant Eshnunna, l'Élam et Mari.

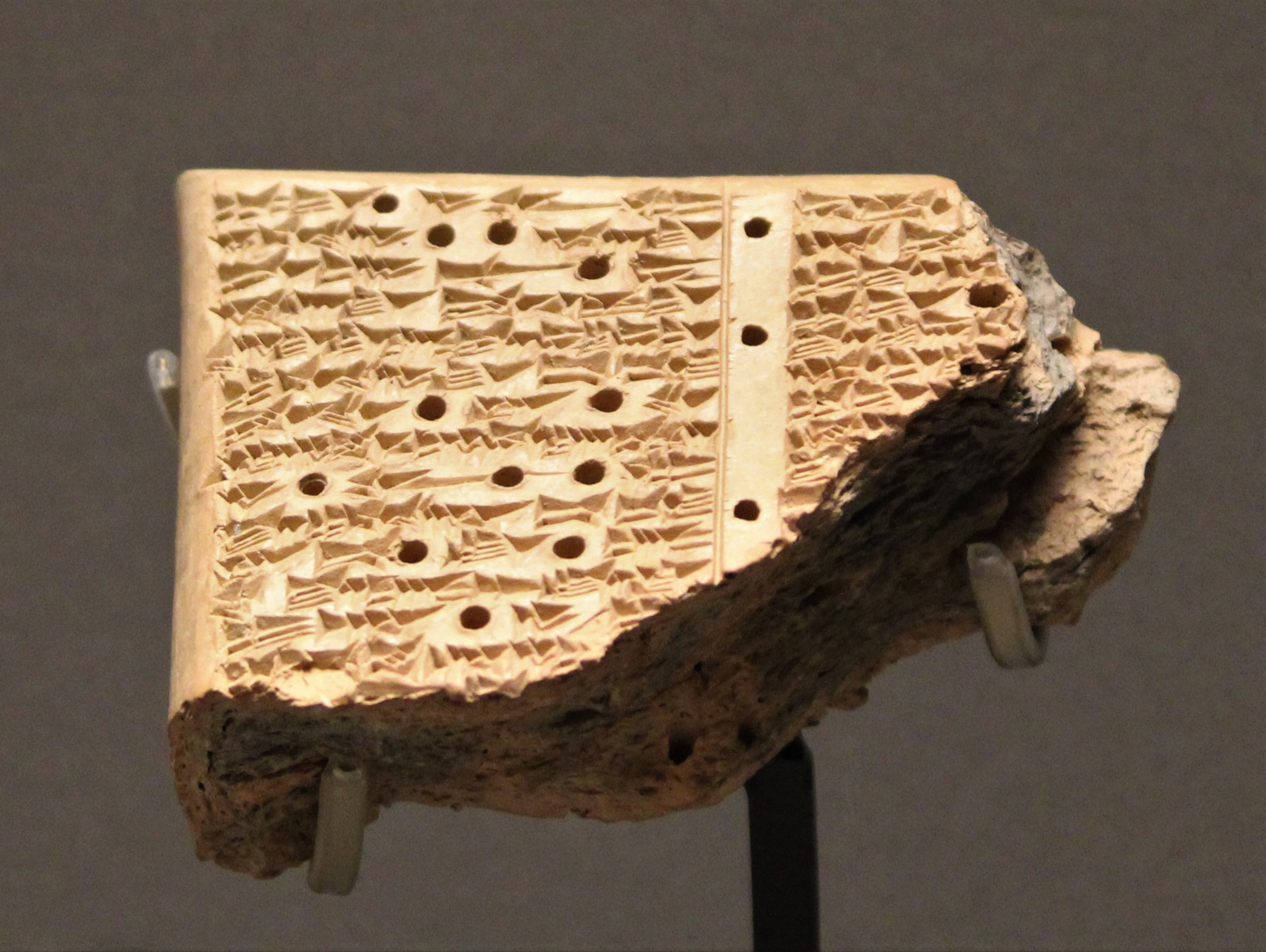
Fragment d'une copie du Code de Hammurabi, provenant de Ninive, période néo-assyrienne, musée du Louvre.

Le Code de Hammurabi est copié jusqu'à la fin de cette civilisation, au moins jusqu'au VIe siècle av. J.-C.,. Ainsi un catalogue de la « Bibliothèque d'Assurbanipal » de Ninive (VIIe siècle av. J.-C.) le référence sous le « titre » de Décisions (de justice) de Hammurabi (dīnānī ša Ḫammurabi). Il a donc bénéficié d'un statut à part parmi les recueils juridiques mésopotamiens, puisqu'il est le seul à être préservé de la sorte. Il est devenu en quelque sorte un « classique », néanmoins il ne semble pas avoir un usage juridique, mais plutôt pédagogique, et sert aussi pour des spéculations ésotériques,. Les jugements de Hammurabi sont encore célébrés par le dernier roi babylonien, Nabonide (556-539 av. J.-C.), dans une inscription commémorant des franchises qu'il accorde à plusieurs villes, acte qui lui permet de s'inscrire dans la continuité de ce modèle de justice.
Dans l'ensemble, le souvenir de Hammurabi est certes préservé dans la tradition mésopotamienne, mais il ne semble pas avoir eu un statut à part, à la différence des souverains de l'empire d'Akkad (en particulier Sargon) et de ceux de la troisième dynastie d'Ur.

### Période moderne

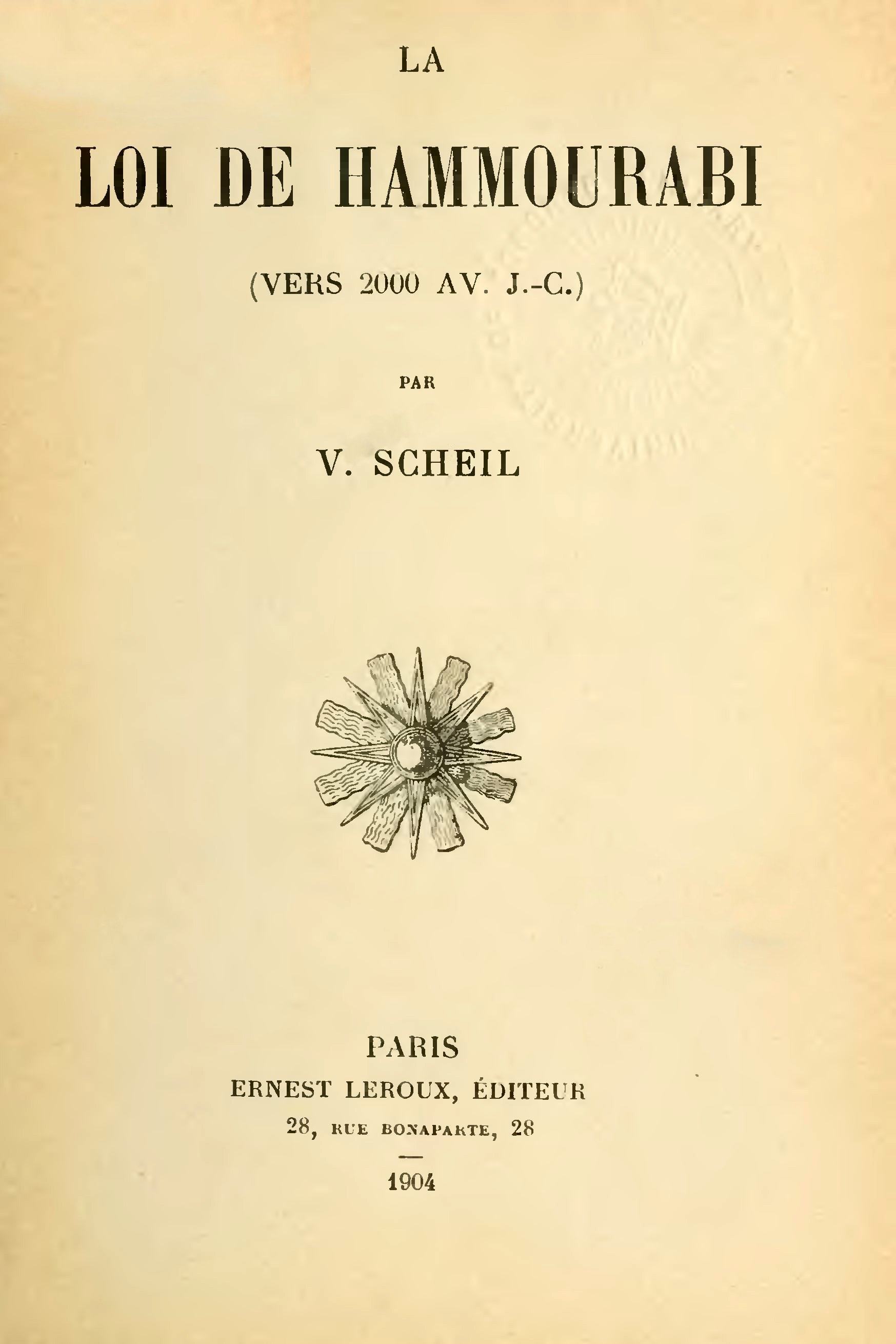
Page de garde de La loi de Hammourabi de Jean-Vincent Scheil (1904).

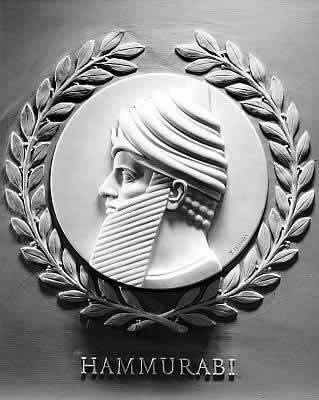
Le bas-relief de Hammurabi au congrès des États-Unis : il s'agit en fait de la copie de la tête du dieu Shamash telle que représentée sur la stèle du Code de Hammurabi.

Le nom de Hammurabi ressort des limbes de l'histoire au milieu du XIXe siècle, lorsque les fouilles des sites de la Mésopotamie antique débutent et que l'écriture cunéiforme est déchiffrée. Deux pommeaux de bronze mis au jour en 1850 à Tell Muhammad portent une inscription évoquant le « Palais de Hammurabi », qui n'est néanmoins correctement déchiffrée que plus tard. Après la redécouverte d'autres inscriptions au nom de ce roi, le français Joachim Ménant publie en 1863 le premier recueil de textes entièrement consacré au roi. La stature de ce roi prend une dimension majeure en 1901-1902, quand la stèle de son Code est mise au jour à Suse (Iran). Découverte par une équipe archéologique dirigée par des Français, sa longue inscription est traduite et tout de suite publiée par le Père Jean-Vincent Scheil.
Une théorie, datant de la première partie du xxe siècle, soutient que Hammurabi est Amraphel, le roi de Shinar, mentionné dans la Genèse 14 : 1,, mais elle est désormais considérée comme dénuée de fondement.
La postérité de Hammurabi à l'époque moderne est essentiellement due à son Code, qui fait l'objet de nombreuses traductions et études, et à la réputation de législateur qu'il en tire. La redécouverte du texte a contribué au développement des études sur le droit de la Mésopotamie antique. Mais sa réputation va au-delà des études assyriologiques, puisqu'il fait l'objet d'études par des juristes, est couramment évoqué dans les histoires du droit et les écoles de droit. Hammurabi a souvent été comparé à Moïse, qui a également une réputation de grand législateur. Le souverain est représenté dans plusieurs édifices gouvernementaux des États-Unis. Il est l'un des vingt-trois législateurs représentés en bas-relief de marbre dans la chambre des représentants au Capitole des États-Unis, entre Moïse et Lycurgue. Une frise d'Adolph Weinman, représentant les grands législateurs de l'Histoire, se trouve sur le mur sud du bâtiment de la Cour suprême des États-Unis ; Hammurabi y figure.
L'héritage de Hammurabi a également été revendiqué par Saddam Hussein, qui cherchait à se réapproprier les grandes figures de l'antique Mésopotamie pour consolider son pouvoir. Il fait placer à l'entrée du Parlement irakien une statue en bronze du roi, mesurant plus de 4 mètres, en référence à sa stature de législateur. La Garde républicaine irakienne comprenait une division armée nommée d'après Hammurabi, engagée dans des combats durant la Première guerre du Golfe.
L'astéroïde (7207) Hammurabi, découvert en 1960, est nommé en son honneur. Depuis 2006, Hammurabi est un des leaders du monde antique dans le jeu de société Through the Ages, et depuis 2020 dans le jeu vidéo Civilization VI.

### Sources antiques
- Edmond Sollberger et Jean-Robert Kupper, Inscriptions royales sumériennes et akkadiennes, Paris, Éditions du Cerf, coll. « Littératures anciennes du Proche-Orient », 1971, p. 212-219
- Marie-Joseph Seux, Lois de l'Ancien Orient, Éditions du Cerf, coll. « Cahiers Évangile » (no 56), 1986.
- (en) Douglas Frayne, The Royal inscriptions of Mesopotamia. Early periods : Old Babylonian Period (2003-1595 BC), vol. 4, Toronto, University of Toronto Press, 1990, p. 332-371.
- (en) Malcolm J. A. Horsnell, The year-names of the First Dynasty of Babylon, vol. 2, Hamilton, McMaster University Press, 1999, p. 105-174.
- André Finet, Le Code de Hammurabi, Paris, Éditions du Cerf, coll. « Littératures anciennes du Proche-Orient », 2002.

### Histoire de la Mésopotamie et de Babylone
- Bertrand Lafont, Aline Tenu, Philippe Clancier et Francis Joannès, La Mésopotamie : De Gilgamesh à Artaban (3300-120 av. J.-C.), Paris, Belin, 2017
- (en) Paul-Alain Beaulieu, A History of Babylon, 2200 BC - AD 75, Malden, Wiley-Blackwell, 2018
- (en) Karen Radner, A Short History of Babylon, Londres et New York, Bloomsbury Academic, 2020

### Période paléo-babylonienne
- Dominique Charpin, « Histoire politique du Proche-Orient amorrite (2002-1595) », dans Dominique Charpin, Dietz-Otto Edzard et Marten Stol, Mesopotamien : die altbabylonische Zeit, Fribourg et Göttingen, Academic Press Fribourg ou Vandenhoeck & Ruprecht, 2004 (lire en ligne), p. 25-480.
- (en) Odette Boivin, « The Kingdom of Babylon and the Kingdom of the Sealand », dans Karen Radner, Nadine Moeller et Daniel T. Potts (dir.), The Oxford History of the Ancient Near East, Volume 2: From the End of the Third Millennium BC to the Fall of Babylon, New York, Oxford University Press, 2020, p. 566-655.

### Règne de Hammurabi
- (de) Horst Klengel, König Hammurapi und der Alltag Babylons, Dusseldorf, Artemis & Winkler, 1991
- Dominique Charpin, Hammu-rabi de Babylone, Paris, Presses Universitaires de France, 2003.
- (en) Marc Van De Mieroop, King Hammurabi of Babylon : A Biography, Blackwell Publishing, 2005, 184 p. (ISBN 978-1-4051-2660-1, OCLC 255676990).
- (en) Piotr Michalowski et Michael P. Streck, « Hammurapi », dans Reallexikon der Assyriologie und Vorderasiatischen Archäologie, vol. 15, 2017, p. 380-390